# 太刀

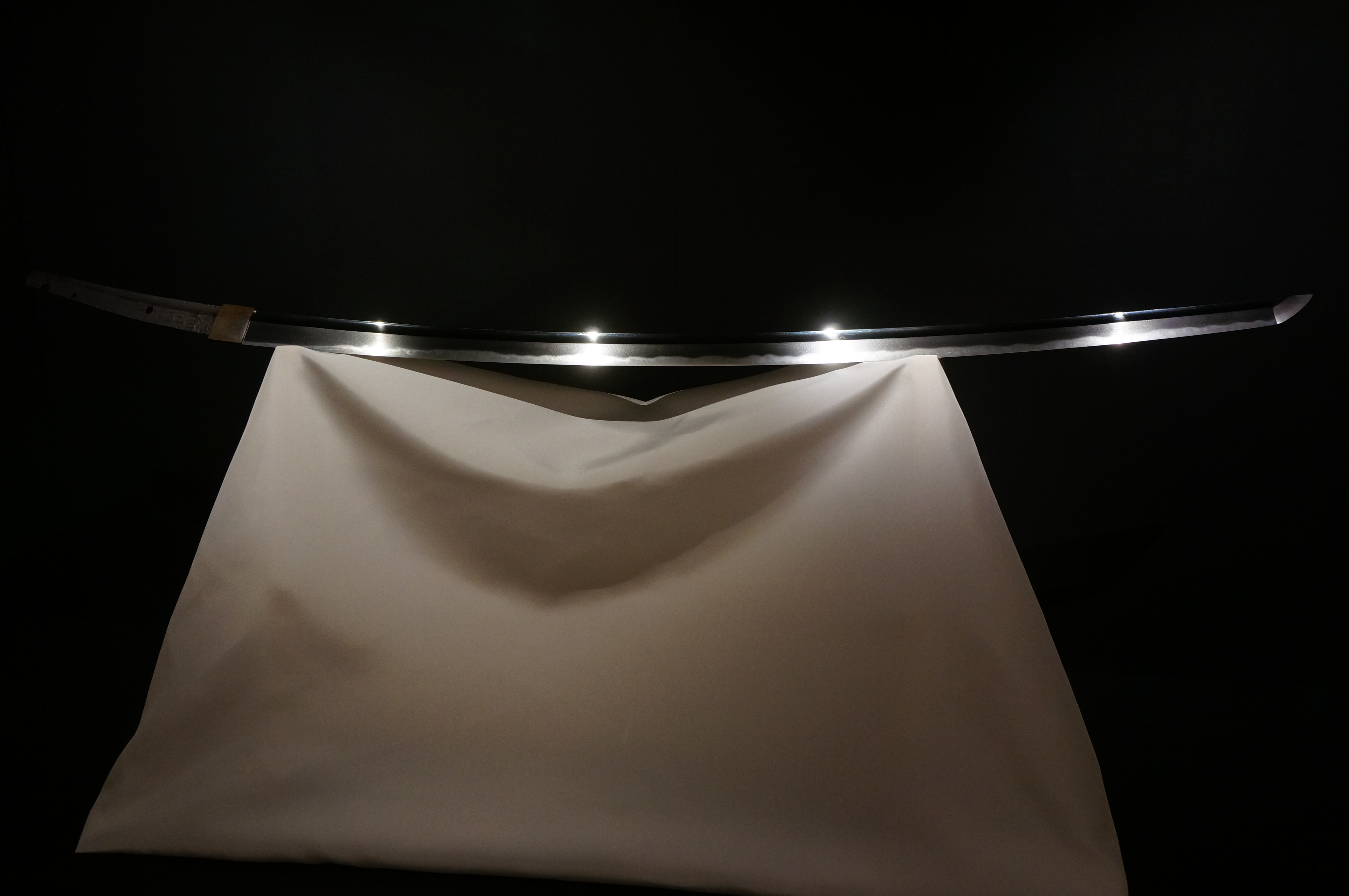
太刀 銘備前国包平作（名物大包平）平安時代 国宝

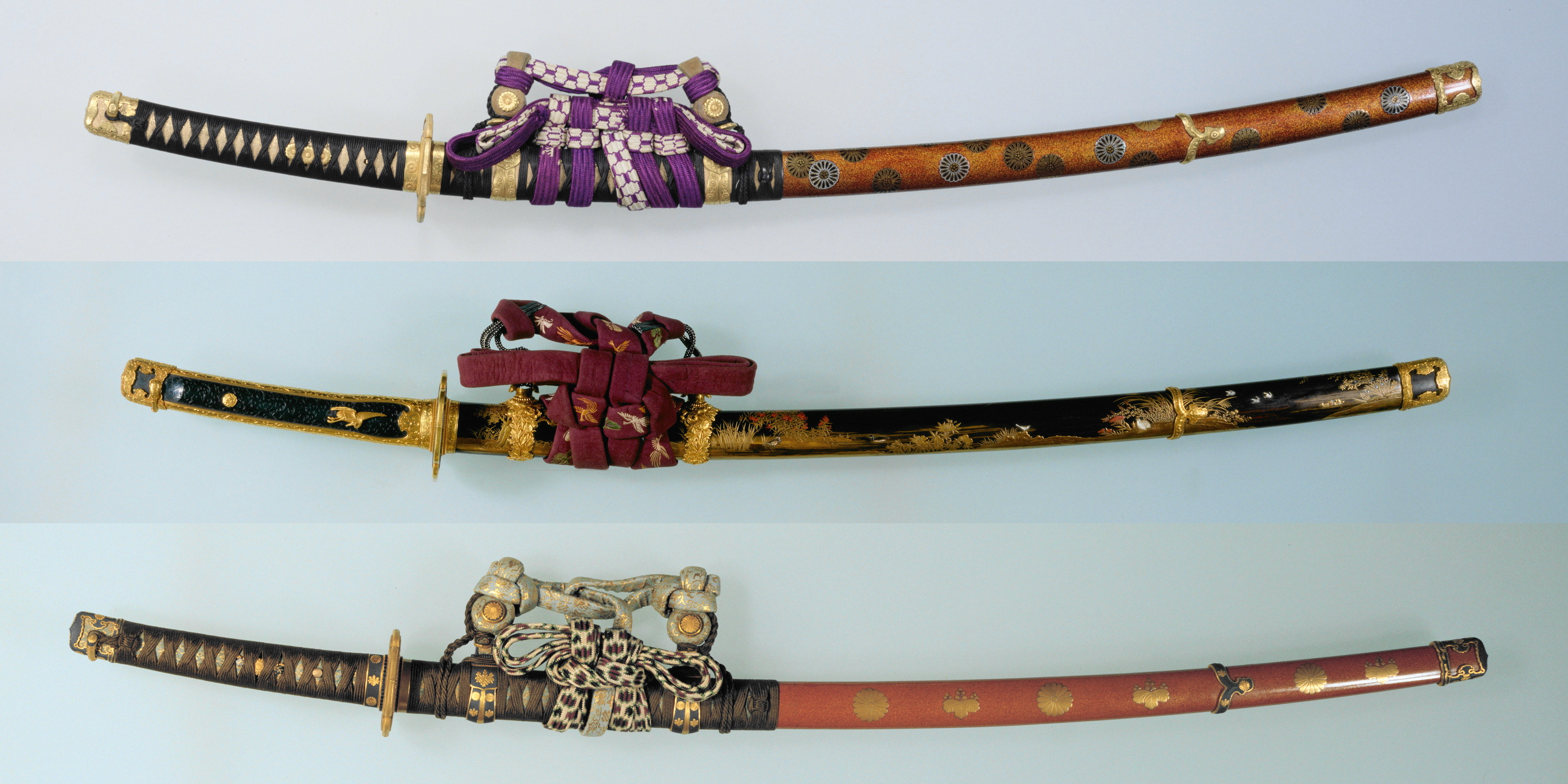
（上）太刀 銘正国六十三代孫波平住大和介平行 安政六年正月日 附菊紋散糸巻太刀拵（中・下）太刀 銘 備州長船秀光 紫檀地花鳥文蒔絵螺鈿太刀 康応元年六月日 附金梨子地菊桐紋糸巻太刀拵、東京国立博物館蔵

太刀（たち）とは、日本刀のうち刃長がおおむね2尺（約60 cm）以上で、太刀緒を用いて腰から下げるかたちで佩用（はいよう）するものを指す。平均的な刃長は約80 cmほどである。刃を上向きにして腰に差す打刀とは区別される。

## 概要

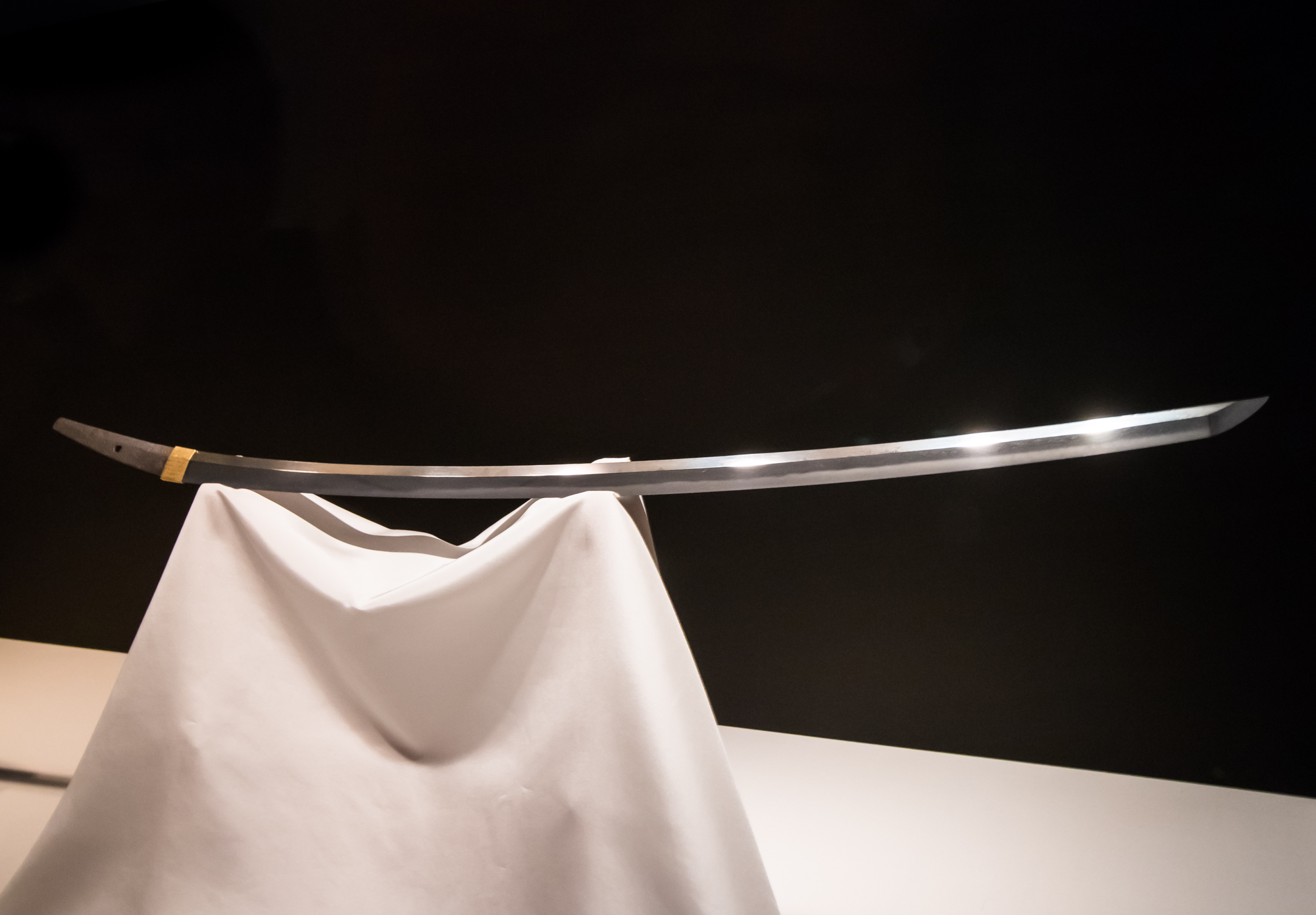
太刀 銘安綱（名物童子切安綱）平安時代 国宝

語源は、断ちから来ているという。なお、「太刀」は一般的に平安時代以降の鎬（しのぎ）があり、反りをもった日本刀を指す。
馬上での戦いを想定して発展したものであるため、反りが強く長大な物が多いという特徴がある。平安時代頃から作られ始め、鎌倉時代、南北朝時代と使用され続けた。また、中世社会においては合戦や抗争でなくとも、ふとしたことで喧嘩になり、(太刀などの武器を手に取って)殺人に至ることは日常的だったため、平時からそばに置いてある太刀は護身用としても有用だった。
やがて、応仁の乱を経て室町時代後期、戦国時代になると、弓矢、薙刀、太刀を使った騎乗中心の武士同士の戦いから、槍や火縄銃などで武装した大量に動員された足軽による徒歩での集団戦が主になり、太刀より短くて軽量で徒戦（かちいくさ：徒歩による戦い）に向いた打刀が台頭していった。また打刀の流行や江戸幕府による刀剣の長さ規制などに合わせて、多くの太刀の茎が切り詰められて短小化されて根元部分の刃を潰されて打刀に改造された。このような短小化を磨上げ（すりあげ）という。
戦国時代に贈呈用や実用に作られた太刀の値段は500文が標準だったが、大陸に輸出された太刀は国内価格で800文-1貫文ほどの値段だった。
大名や武将の間で取引されるような「業物」になると10貫文にのぼった。
打刀が武士の刀として主流になってからは、太刀は上級武士の権威の象徴としての役割を強めていった。儀式の際は武家も太刀を佩用した。

なお、現在の刀剣分類では「銘」をどのように切るかによって「太刀」と「刀（打刀）」を区別するが、必ずしも分類基準に即して銘が切られているものばかりではなく、また「太刀」であっても「打刀」様式の外装に収められているものや、逆に「打刀」であっても太刀様式の外装に収められているものもあるため、刀身、外装共に外見での区別は難しい場合も多い。
鎌倉時代は日本刀の黄金時代とみなされており、この時代の太刀に国宝が多い。21世紀時点で日本刀は100件以上が国宝に指定されているが、そのうちの8割が鎌倉時代の刀剣で、7割が太刀である。

国宝に指定されている鎌倉時代の太刀 (全て東京国立博物館蔵)
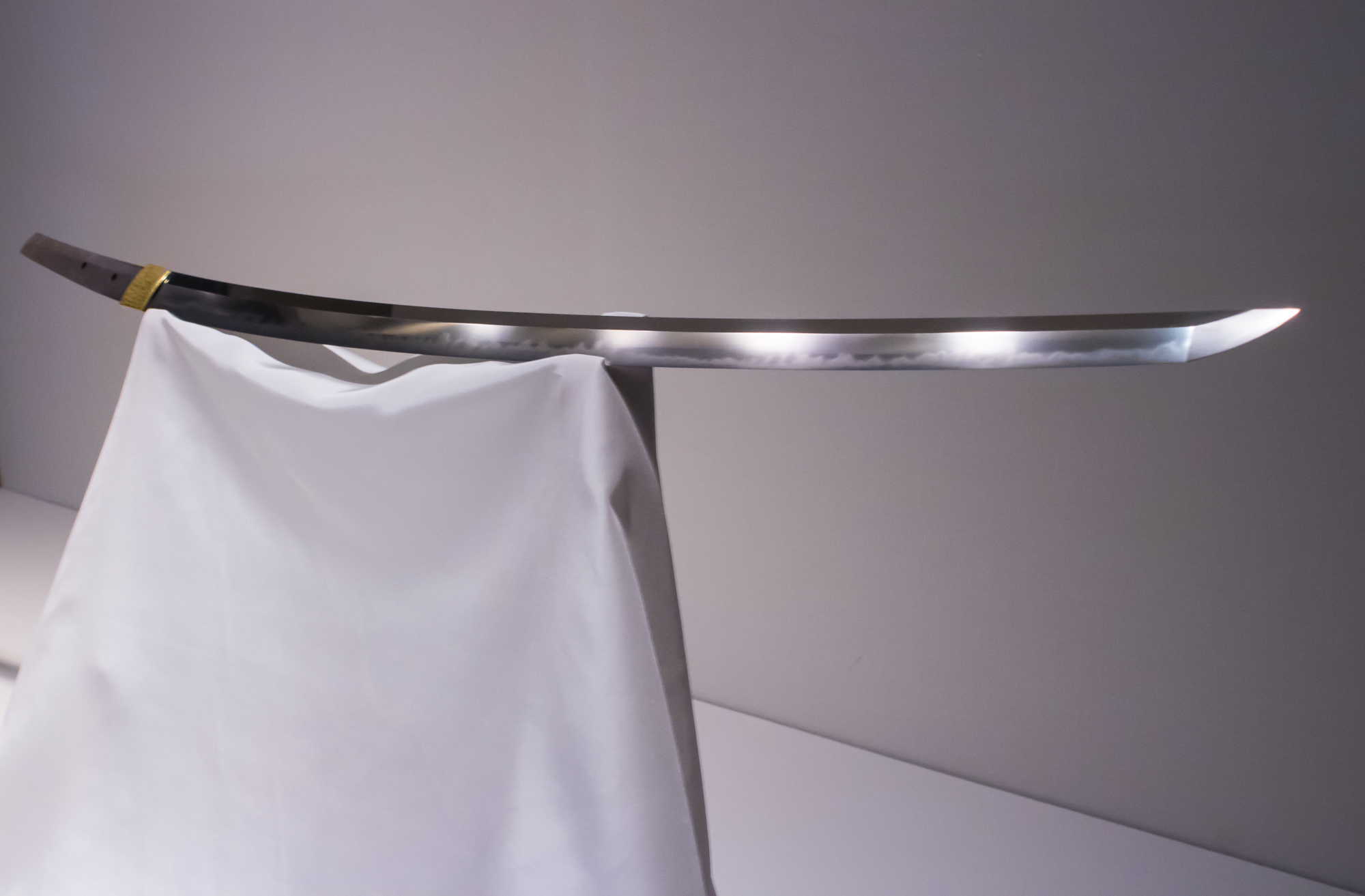
長光作、長船派
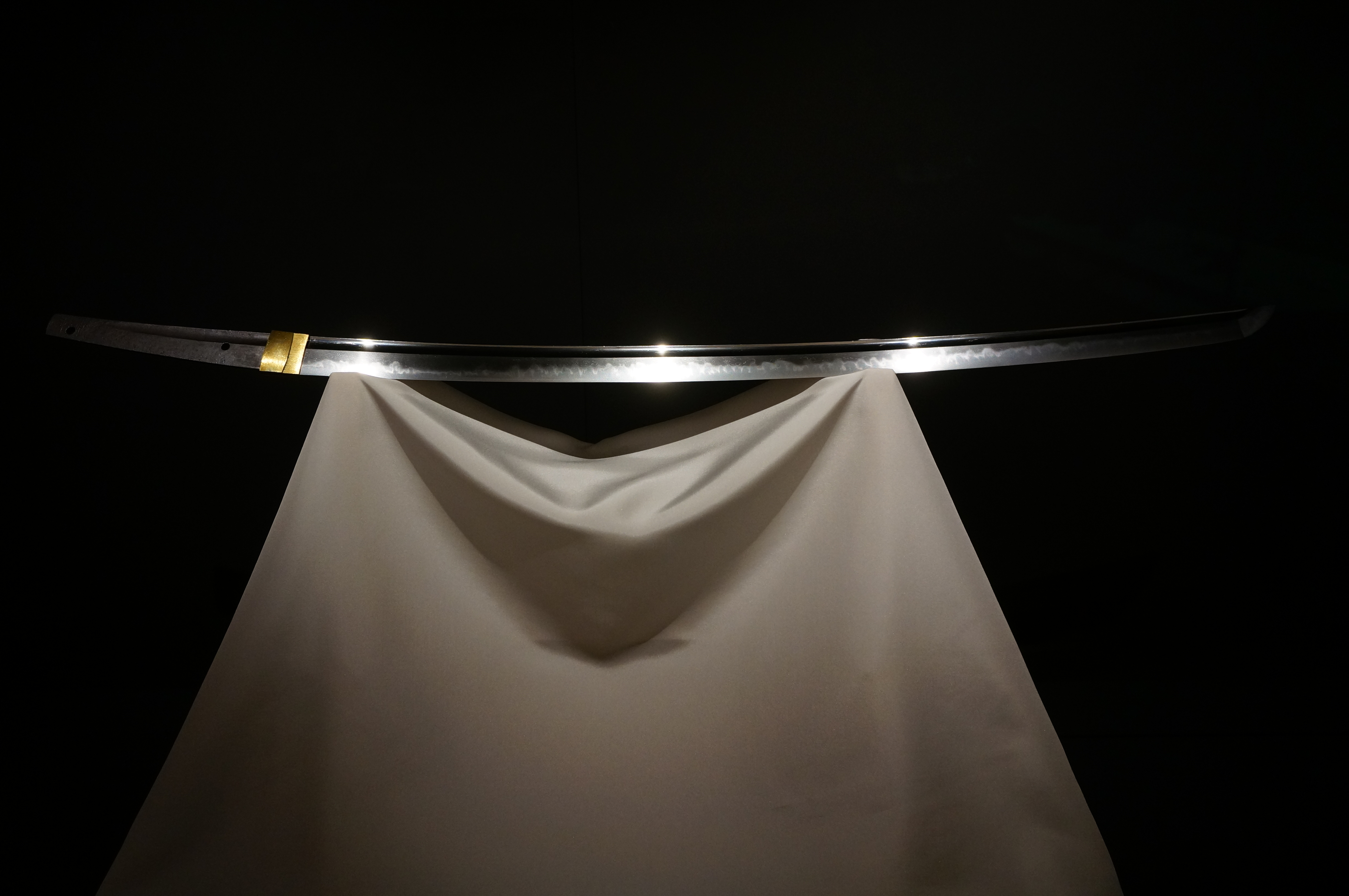
岡田切吉房、吉房作。福岡一文字派
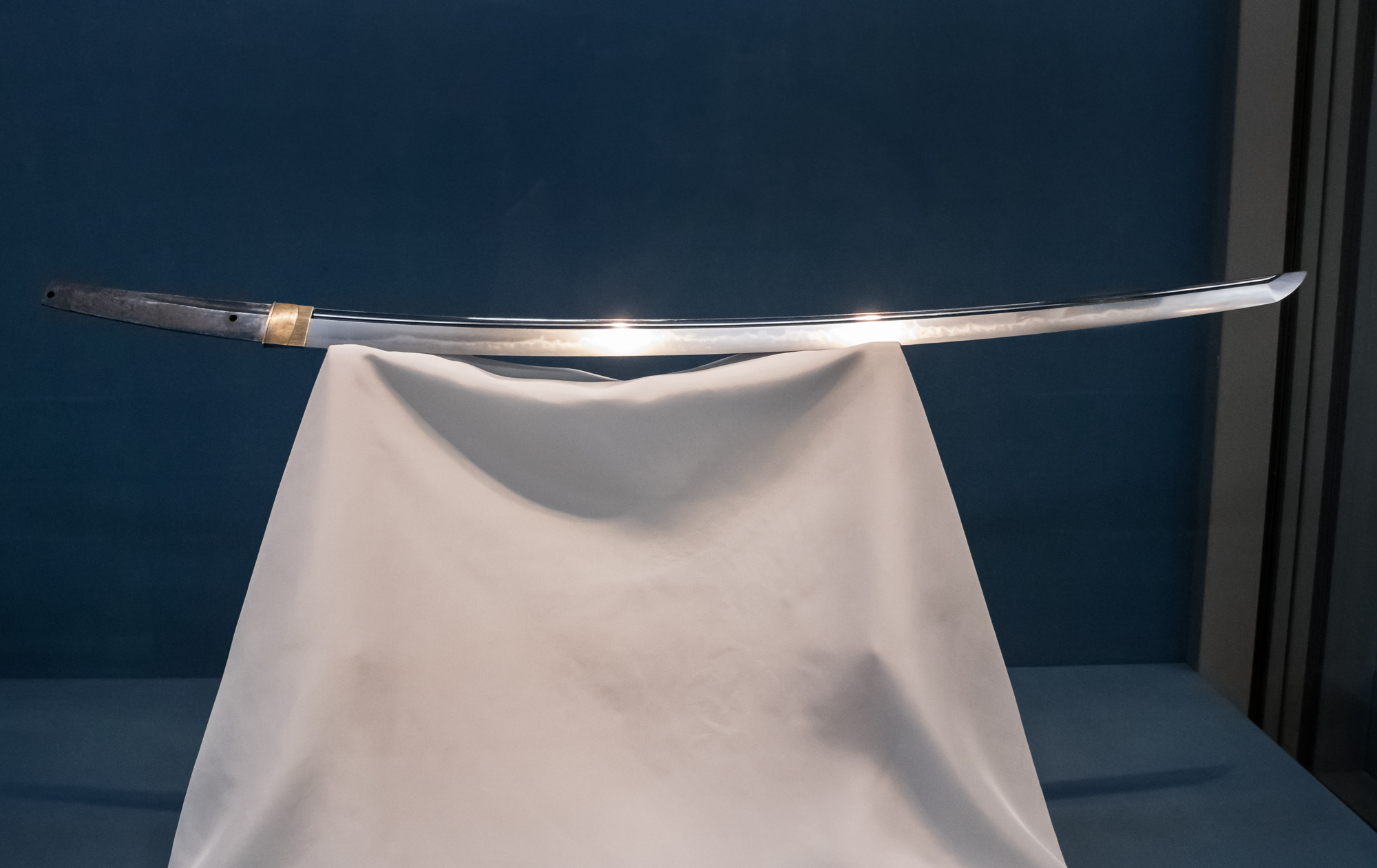
日光助真、助真作、福岡一文字派、徳川家康が所有していた。
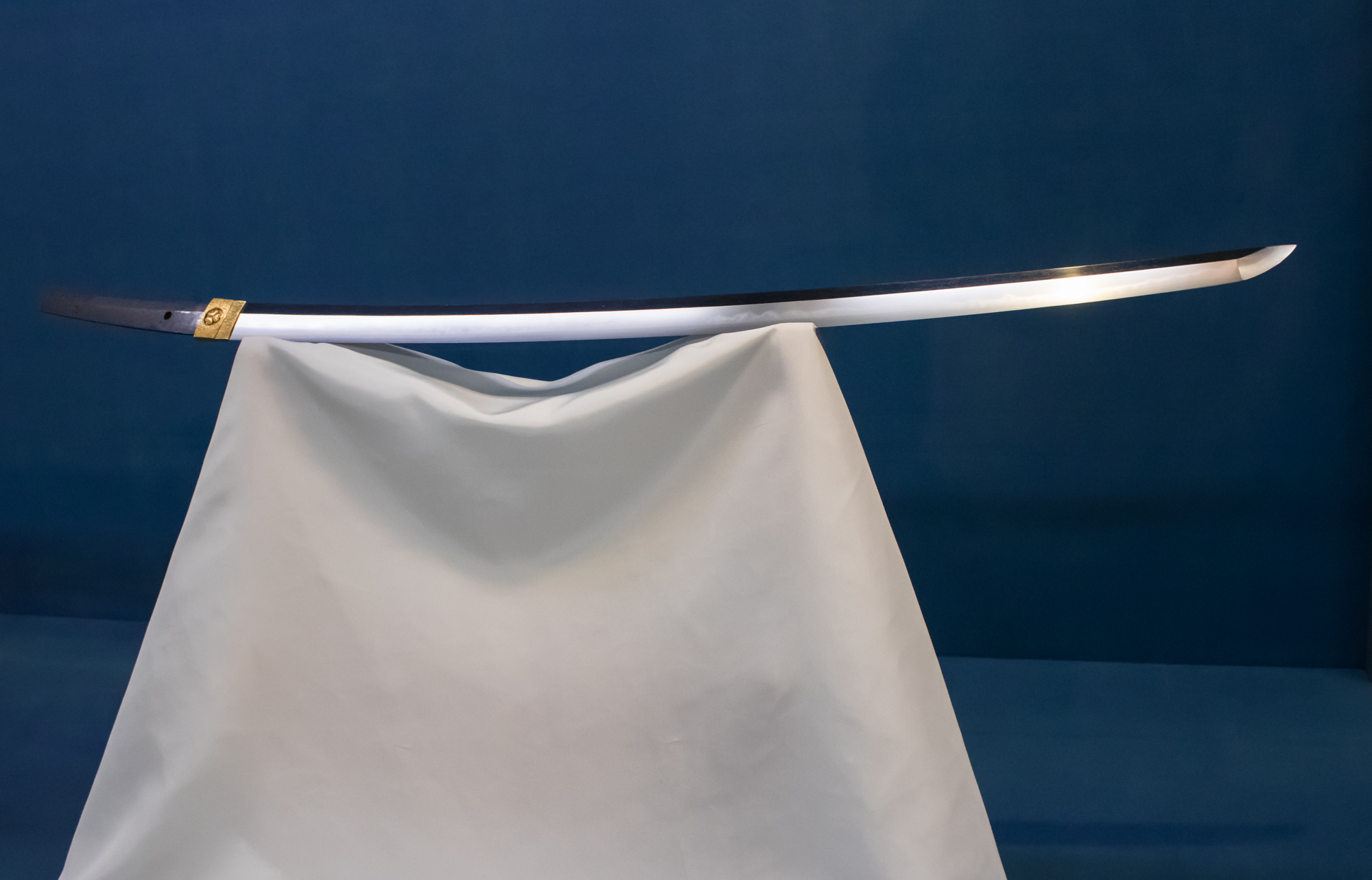
助真作。紀州徳川家が所有していた。
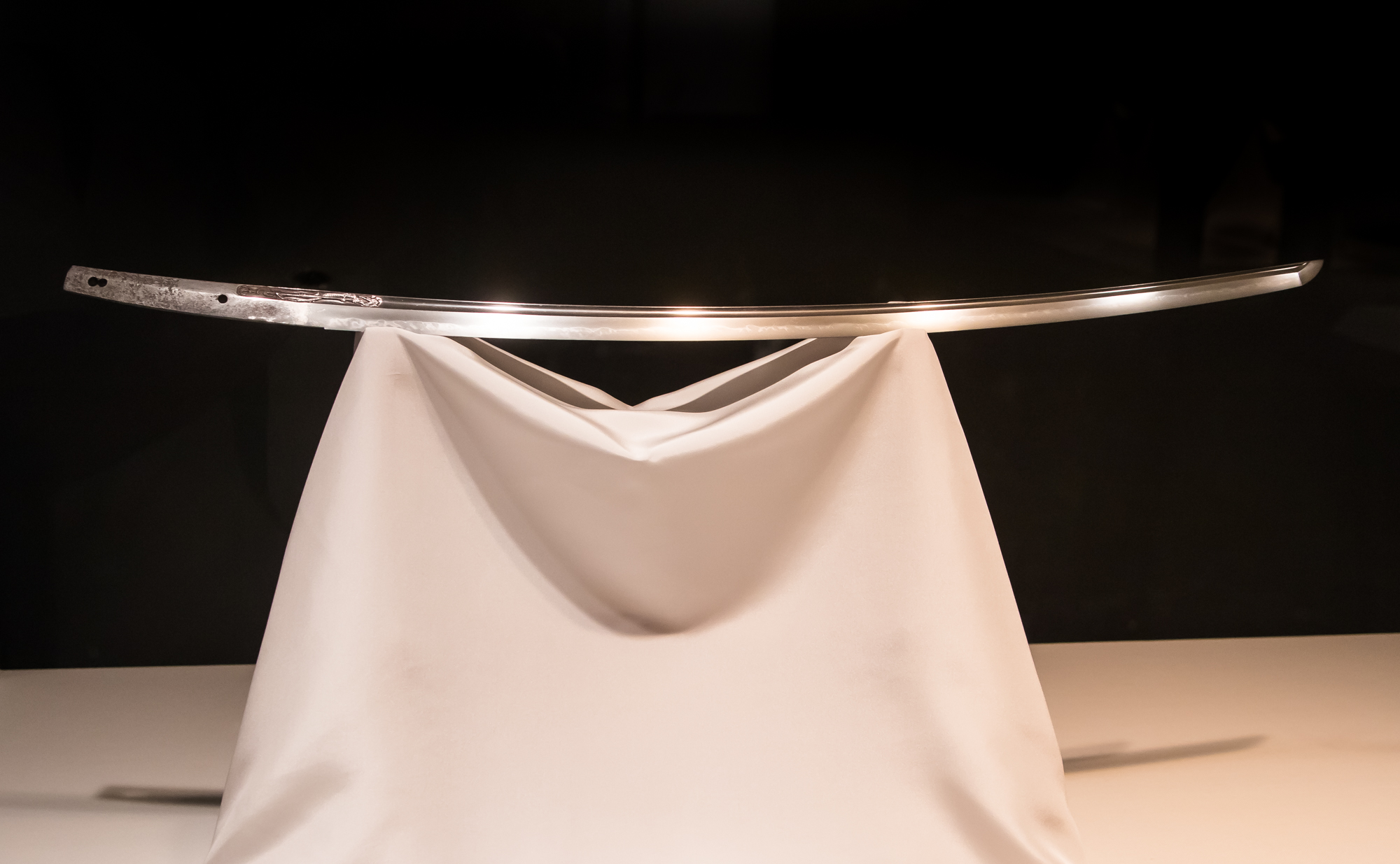
小龍景光、景光作、伝楠木正成所有。

## 用法

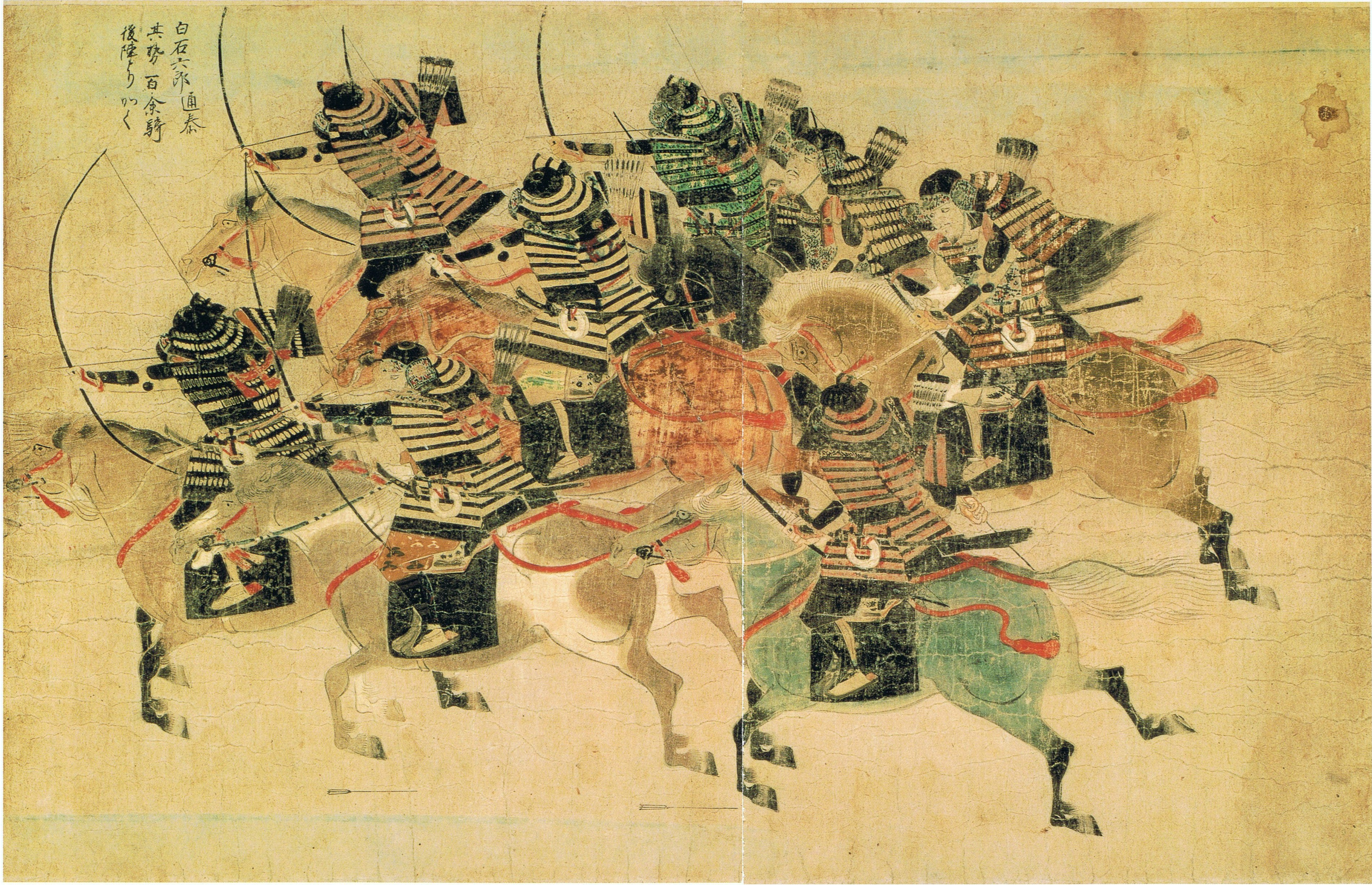
鳥飼潟の戦いにおいて元軍に弓を射る白石通泰の手勢。太刀を携行している。

鎌倉時代までは騎射が主流であり、特に治承・寿永の内乱（源平の争乱）より以前の太刀は、矢が無くなった際の予備もしくは、喧嘩や強盗などに使う日常生活上の武器であった。
いずれにせよ、初期の太刀は馬上の武器ではなく、徒歩の状態で使用する武器という認識が強かった。しかし、治承・寿永の内乱以降になると、本来は武士身分ではなかった地方領主層が、武士として合戦に参入するようになったため、それまでの戦のルールが崩れ、太刀は徒歩戦（下馬・落馬時）での使用を推奨されていたにもかかわらず、合戦での馬上での太刀の使用率が増えていった。
具体的な使用方法は、敵の兜の鉢を叩き脳震盪でふらついたところに飛び込み腰刀で首をかくというような使用法が多く行われ、南北朝時代になると兜の内側に浮張と呼ばれるクッションを設け、兜を装着時に結ぶ紐も複雑になり安定性を増すという対策がとられている。
攻撃力が高いため、槍や薙刀、弓を主力とする合戦の補助武器としても重宝された。しかし、馬上では薙刀などの長物より扱いやすいため、南北朝期～室町期（戦国期除く）には騎馬武者（打物騎兵）の主力武器としても利用された。
この時代は大太刀に象徴されるように太刀が薙刀と共に戦乱の中で大いに活躍した。槍や薙刀を持った敵と戦う場合は武器の軽さを利用して、素早く立ち回る必要がある。相手はリーチが長い分、隙も大きくなるのでそこをついて応戦できる利点が戦で際立ち、定番化した。
また、軽武装の足軽・雑兵ならともかく、騎馬武者を斬り殺す事は不可能に近いので打撃効果が重視された。その為、南北朝時代には通常の太刀も大型化した。しかし、大型化した通常の太刀は大太刀や大薙刀共に南北朝時代の二十数年間という短期間で流行が廃れている。大太刀は大きめの太刀や大薙刀とは違い、安土桃山時代に再び流行した。
太刀と大太刀という二種類の刀は「斬る物」より「打つ物」であった。太刀と「打ち物」が同義語であることには意味がある。つまり、太刀は敵を斬るより殴るための武器であったのだ。馬上での太刀打ちは南北朝時代の特徴であり、太刀の先で敵を斬ることも不可能ではなかった。敵を殴るには力が必要であったが、折れたり、敵の体につまって抜けない時もあった。
腰に佩くという形式のため、地上での移動に邪魔という欠点があった。その為、戦国時代には打刀にとって代わられていった。

## 太刀の種類

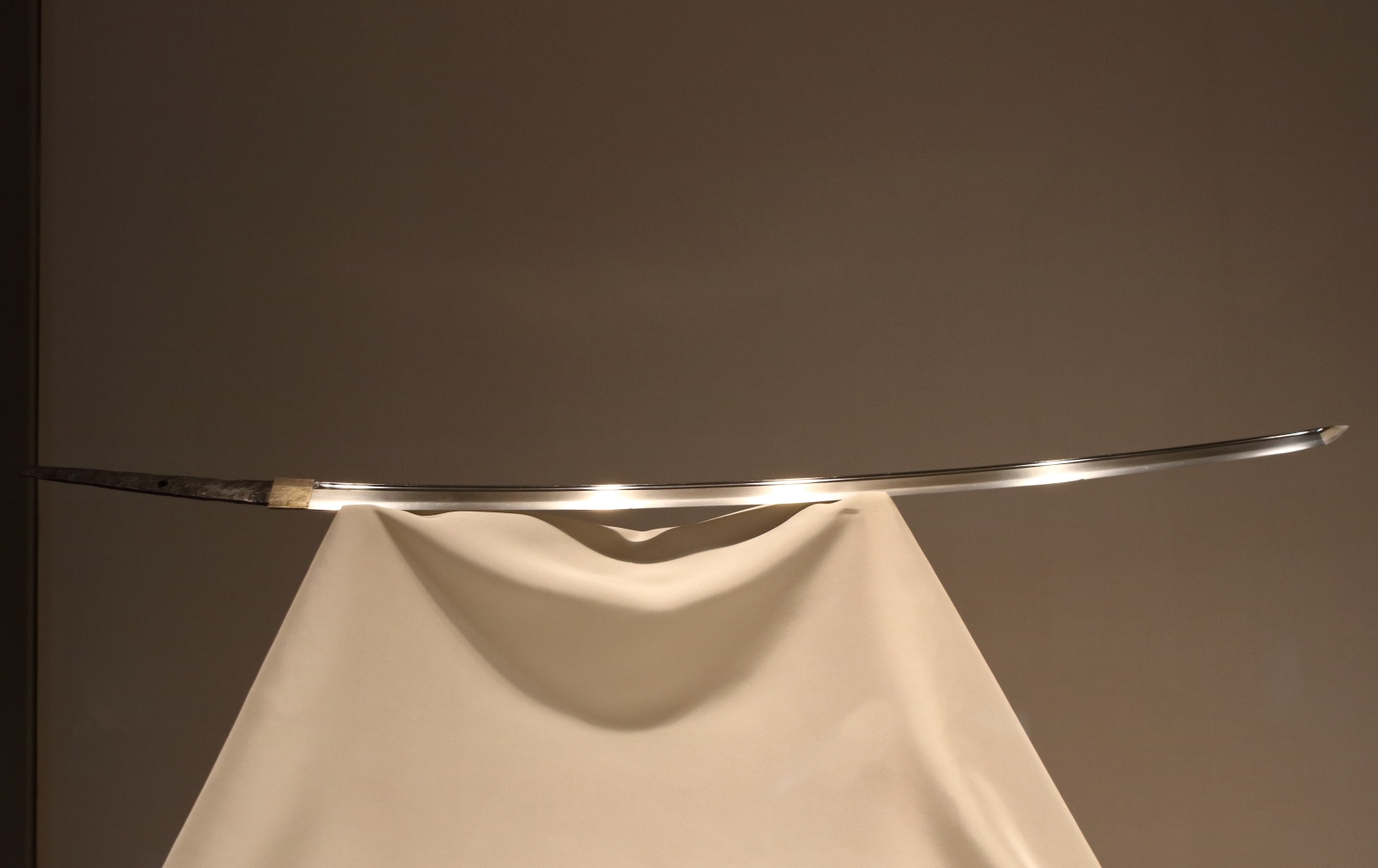
（刀身の例）太刀 銘雲生 鎌倉時代 重要文化財 東京国立博物館蔵
雲生は備前国の刀工。切先は尋常な大きさの鎌倉時代の太刀姿である。

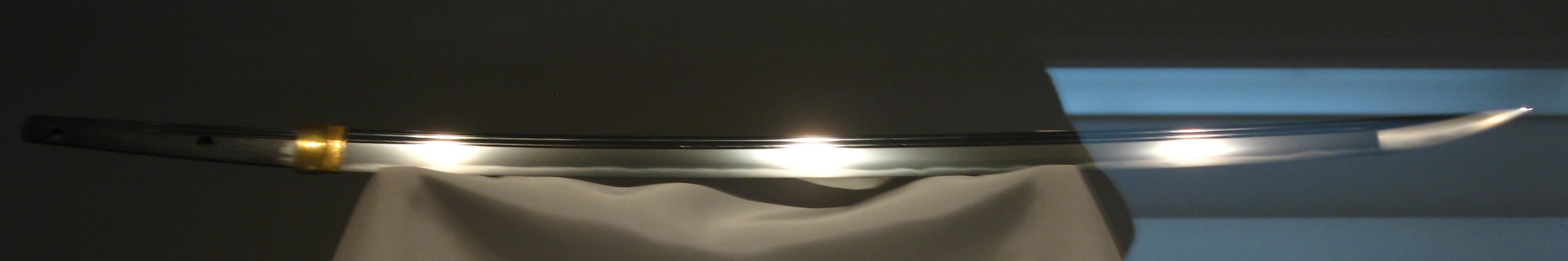
（刀身の例）太刀 銘兼氏 南北朝時代 重要文化財 個人蔵
兼氏は美濃国の刀工。切先が大きく延びた南北朝時代の太刀姿である。

### 長さによる分類
太刀
現代では刀身が2尺（60 cm）以上、3尺（約90 cm）未満のものを指す。刀身が2尺6寸（76 cm）以上のものが多い。
大太刀
野太刀とも呼ばれ、刀身が3尺以上の太刀を指す。大型のものでは10尺（約3.3 m）以上になるものも存在する。鎌倉時代に好んで作られたが、後に摺り上げられて通常の長さに直されてしまったものが多く、現存するものは少ない。
小太刀
刀身が2尺未満のもの。形状は直線的なものが多い。現代では脇差との違いは曖昧であり、その存在理由については各説ある。
刀身長による分類の方法には、文献や研究者によって違いがあり、大太刀が刀身が5尺（約150 cm）程度のものを、野太刀が刀身が3尺以上のものとすることもある。一般的には大型の太刀をまとめて大太刀と呼び、別称して「野太刀」とも呼ぶことが主流である。

### 拵えによる分類

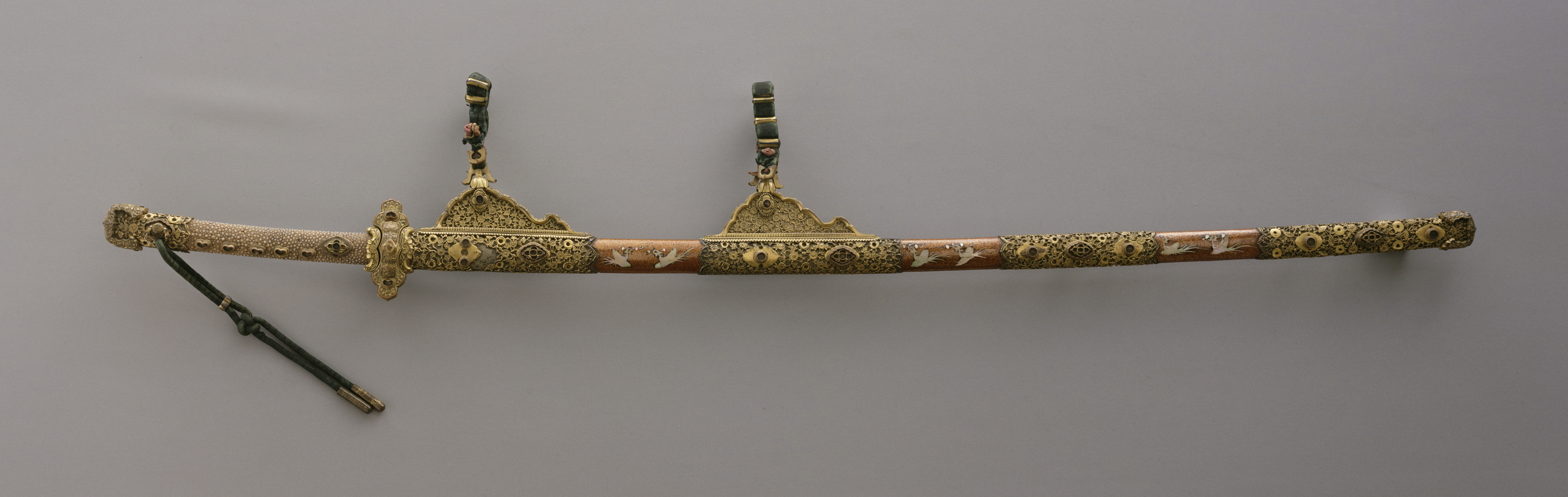
梨地螺鈿金装飾剣（なしじらでんきんそうのかざりたち）。12世紀の平安時代、国宝、東京国立博物館蔵。

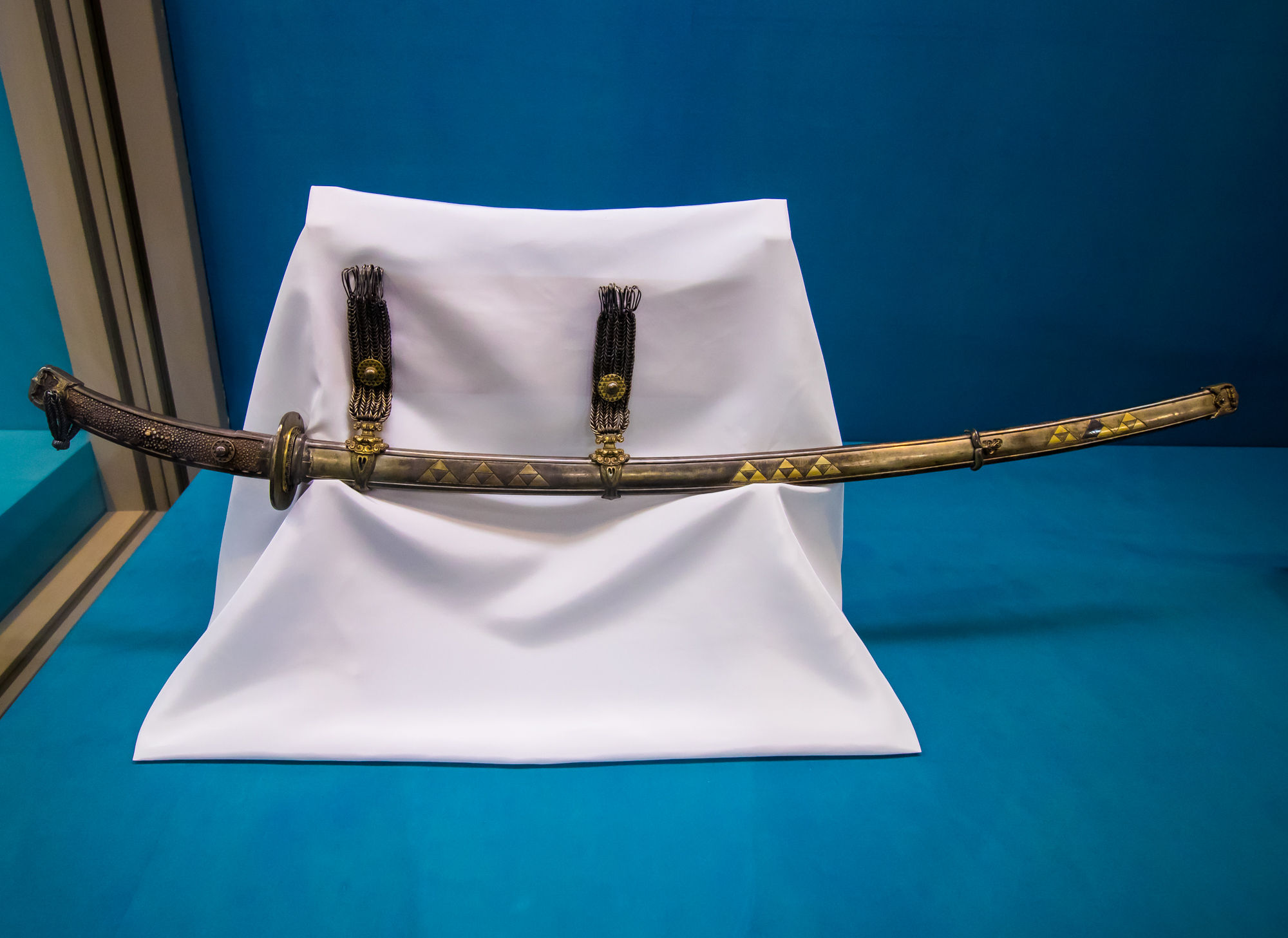
（太刀外装の例）三鱗紋兵庫鎖太刀の拵、鎌倉時代、重要文化財、東京国立博物館蔵

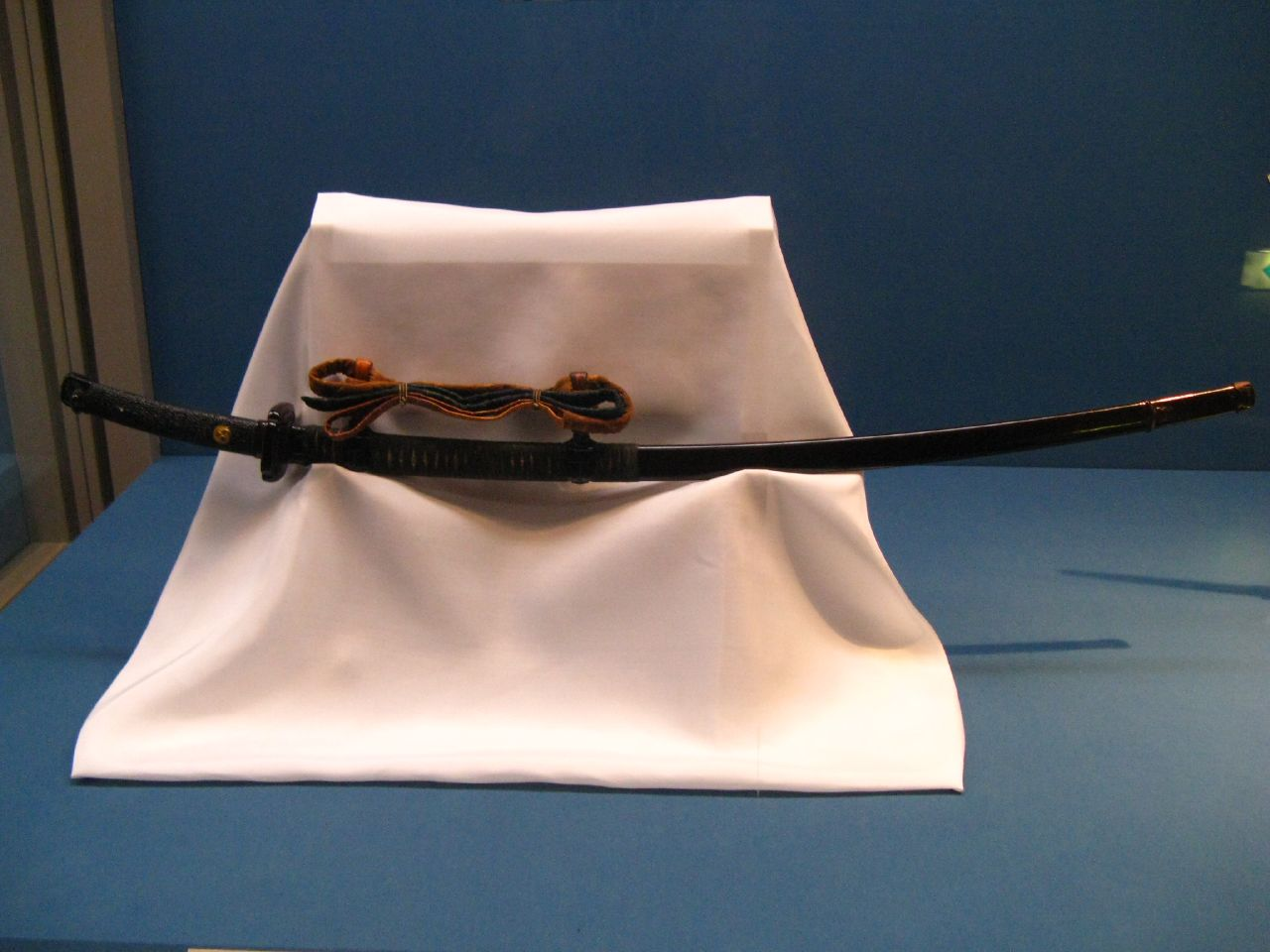
（太刀外装の例）黒漆太刀拵（獅子王の拵）、平安時代、重要文化財、東京国立博物館蔵

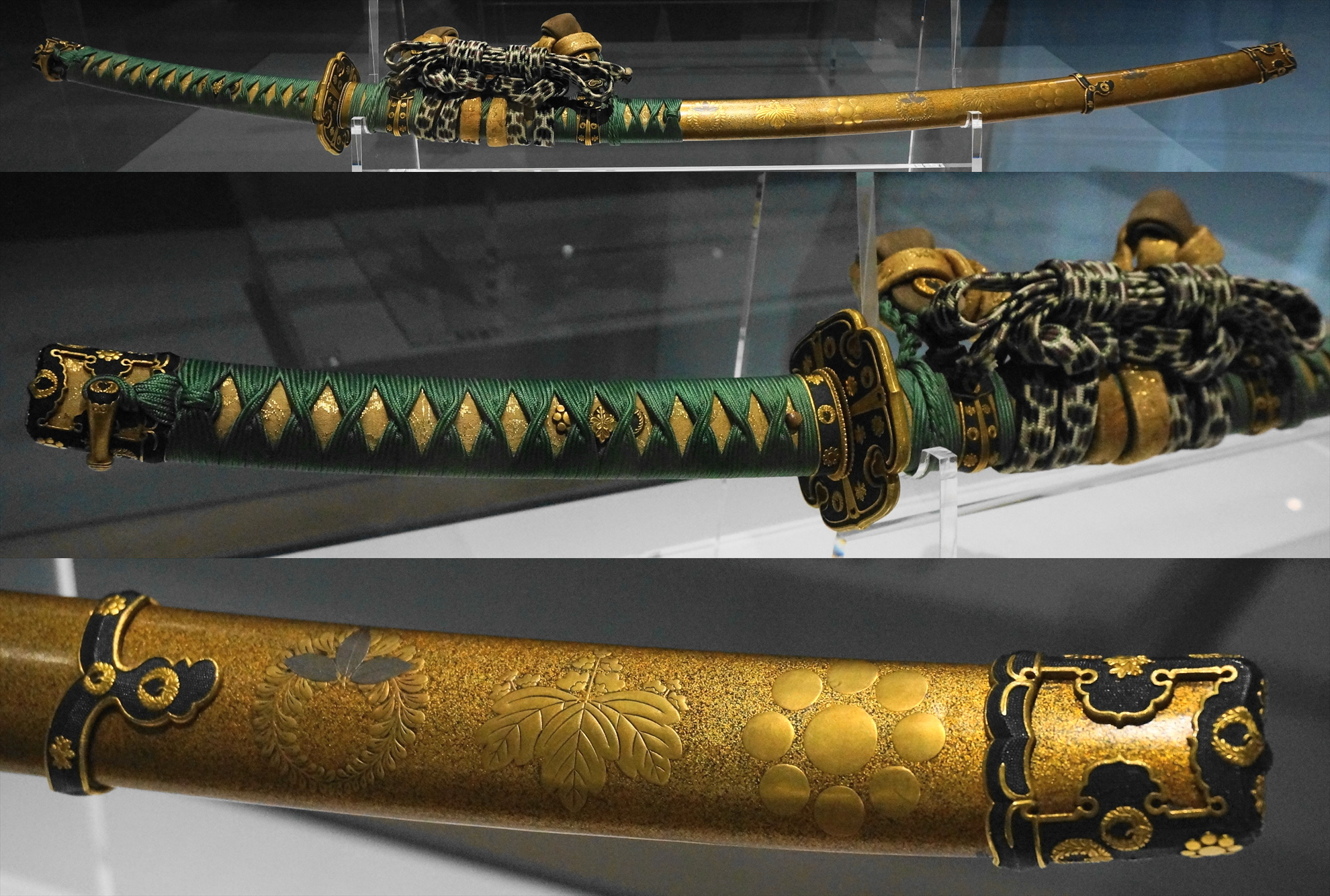
金梨子地家紋散糸巻太刀拵、17世紀、江戸時代、ボストン美術館蔵

衛府太刀（えふのたち）
六衛府に使える武官が佩用した太刀。簡素な兵仗用と豪華な儀仗用があり、兵仗用は後述の厳物造太刀や黒漆太刀へと発展変化し、儀仗用は時代が下るにつれ後述の細太刀と同一化されていった。儀仗用の鐔は飾太刀や細太刀と同じ分銅鐔である。後述の毛抜形太刀は用いられた時期的に殆どがこの「衛府太刀」の拵えで作られており、「衛府太刀」と言えば毛抜形太刀を指すことも多い。
飾太刀（飾剣、かざりたち）、細太刀（ほそだち）
高位の公家は衛府太刀の儀仗用をさらに豪華にした飾太刀（飾剣、かざりたち）を儀仗用に着用した。鍔が「分銅鍔」と呼ばれる独特の形状をしていることが特徴である。位階が低い経済的に余裕がない公家は飾太刀の簡素版の細太刀を儀仗用に装備した。儀仗用なので武器としての機能は求められなく、刀身は薄くて平らな鉄芯で代用された。これらの太刀は最初は形状が真っすぐであったが、鎌倉時代から武用の太刀の影響を受けて湾曲していった。
厳物造太刀（いかものつくりのたち）
鎌倉時代の「兵庫鎖太刀」「長覆輪太刀」「蛭巻太刀」等の、武用に用いるための「兵仗太刀（ひょうじょうのたち）」を総称してこう呼んだ。
兵庫鎖太刀（ひょうごくさりのたち）
鎌倉時代前期から高位の武家に流行した、太刀緒と太刀本体を結ぶ「足緒」と呼ばれる部品を革ではなく細く編んだ鎖を何条も平組に組み上げたものとした太刀。「長覆輪太刀（ながふくりんのたち）」と呼ばれる、鞘全体を板金で包み、彫刻を施した板状の金具で鞘の上下を挟んで固定した形式のものが多い。鎌倉時代後期から実戦用では用いられなくなり寺社への奉納用として多数が製作された。また装飾性を重視した拵として儀仗用の太刀の代表的な拵ともなった。
なお、本来の字は「兵具（ひょうぐ）」であったが、後世に訛って「兵庫」と変化したという説が有力である。
蛭巻太刀（ひるまきたち）
漆で下塗りした柄および鞘に短冊状にした金属板を螺旋状に巻き付け、漆を塗って仕上げた太刀。平安時代末期、「厳物造」が好まれるようになってより室町時代頃まで好んで作られた。
錦包太刀（にしきつつみたち）
鞘を錦布で包んだ太刀で、平安時代頃より装飾用の刀装として広く用いられた。鞘だけではなく柄も錦包にしたものもあり、通常は錦布で包んだ上から金具で固定するが、金具も含めて全体を錦包みにした作りもある。錦包みにした上から藤で巻き締めた様式、および組緒を巻き締めた様式のものもあり、それぞれ「錦包籐巻太刀（にしきつつみとうまきたち）」「錦包糸巻太刀（にしきつつみいとまきたち）」と呼ばれる。
室町時代には錦包の刀装は足利将軍家および将軍家より下賜された刀装にのみ許されたが、室町時代中期を過ぎ応仁の乱以後足利幕府の権勢が衰退すると禁止令は無視されるようになり、武士は挙って錦包の太刀を佩用した
黒漆太刀（くろうるしたち）
「こくしつのたち」とも呼ぶ、黒漆で金具も含めて全体を塗り込めた太刀。鎌倉時代には実戦に用いる太刀の最も一般的な拵えであり、鎌倉時代後期までは上位の武士が兵庫鎖太刀に対して、一般の武士は黒漆の太刀を装備し、僧兵に好んで使われた。「革包太刀」が鎌倉時代末期に登場し室町時代に一般化したため徐々に廃れていったが、室町・戦国時代に至っても実戦用の刀装として用いられている。金具や柄巻も含めて全体を塗り込めるのが基本だが、金具を塗り込めずに残した作りもあり、それを特に「白造太刀（しらづくりのたち）」という。
革包太刀（かわつつみたち）
柄や鞘を革で包み込み、黒漆を塗って仕上げた太刀。包んだ革の上から金具で革を固定するが、通常の太刀の作りの上から全体を革で包んでしまうものもあり、こちらの様式が広く用いられていたと見られている。また、鍔も「鍔袋（つばぶくろ）」又は「鍔掛（つばがけ）」と呼ばれる漆塗の革袋を掛けて覆う。鎌倉時代末期に登場し、それまでの黒漆太刀にとって代わり室町時代に太刀以外の拵も含めて普及し一般化した。この形式は鞘を雨露や傷から防ぐことに長けており、それまでは野外で太刀を佩く際には「尻鞘」を用いて刀を雨水などから保護したが、この革包太刀の登場により尻鞘を必要とせずより実戦に適したものとなった。
特に、全体を革で包んだ上に柄巻と渡巻（後述）を施し鍔袋を備えたものは、天下五剣の名剣の一つである「鬼丸国綱」の刀装として有名なところから「鬼丸拵（おにまるこしらえ）」と呼ばれる。
この「革包太刀」の登場によって、後述の「糸巻太刀」の様式と組合わせる形で実戦用の太刀拵は一応の成熟をみたが、製作に手間と費用が掛かる上、太刀そのものが武士の戦場での主力武器としては用いられなくなっていったため、以後は「太刀拵」は儀礼用の刀装としての位置付けが強くなってゆく。戦国時代に至っても革包太刀様式の刀装は引き続き使われてはいたが、鍔に革袋を掛けることは、雨水が袋の内側に溜まり易く、却って刀身と刀装を痛める為に装飾用途以外には使われなくなっている。
革巻太刀（かわまきたち）
実用を重視し、柄や鞘に滑り止めおよび鎧と刀が激しく接触することによる傷みを防ぐために革紐を巻き締めた太刀。当初は柄や鞘の上に直接巻きを施したが、次第に錦布で包んだ上に巻きを施す様式が一般的になっていく。鎌倉時代に登場し、前述の「黒漆太刀」や「革包太刀」の様式と組合わせる形で普及し後述の「陣太刀」に発展した。
巻き締めのうち柄に巻く部分を「柄巻（つかまき）」、鞘に巻く部分を「渡巻（わたりまき）」と呼ぶ。
糸巻太刀（いとまきたち）、陣太刀（じんたち）
柄と鞘の上部を同じ素材の紐などで渡り巻きにした太刀のことである。拵に糸巻を施すようになったのは室町時代頃からであり、戦国時代頃からは陣太刀とも呼ばれるようになった。安土桃山時代に大きく発展し、桃山文化の影響を受けて刀装には豪華な蒔絵を施した鞘や精緻な金具や派手な組紐や巻糸が施されるようになり、現代よく知られる形態となっており、この時代を糸巻太刀の登場とする場合もある。当初は高位の武家の儀仗用として使われたが、江戸時代からは儀仗用の他にも贈答用や奉納用としてもよく用いられた。また江戸時代には様式が幕府によって定められ、武家の正装の際に佩く刀とされた。
現代においても真剣の装飾用の拵えとして製作されている。大相撲の横綱土俵入りにおいて太刀持ちが掲げているものも、陣太刀様式の太刀である。

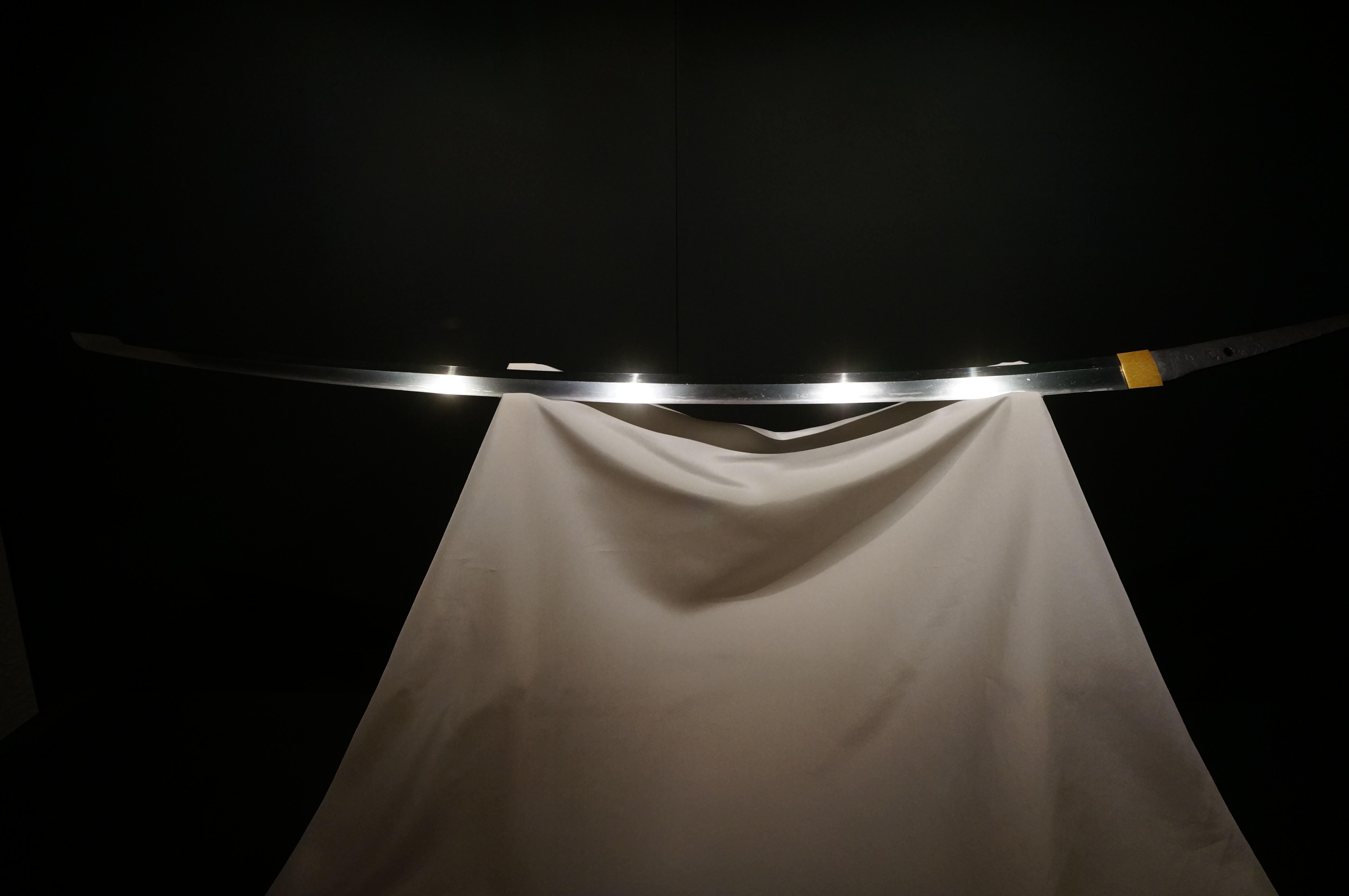
（刀身の例）太刀 号「三日月宗近」、平安時代、国宝、東京国立博物館蔵
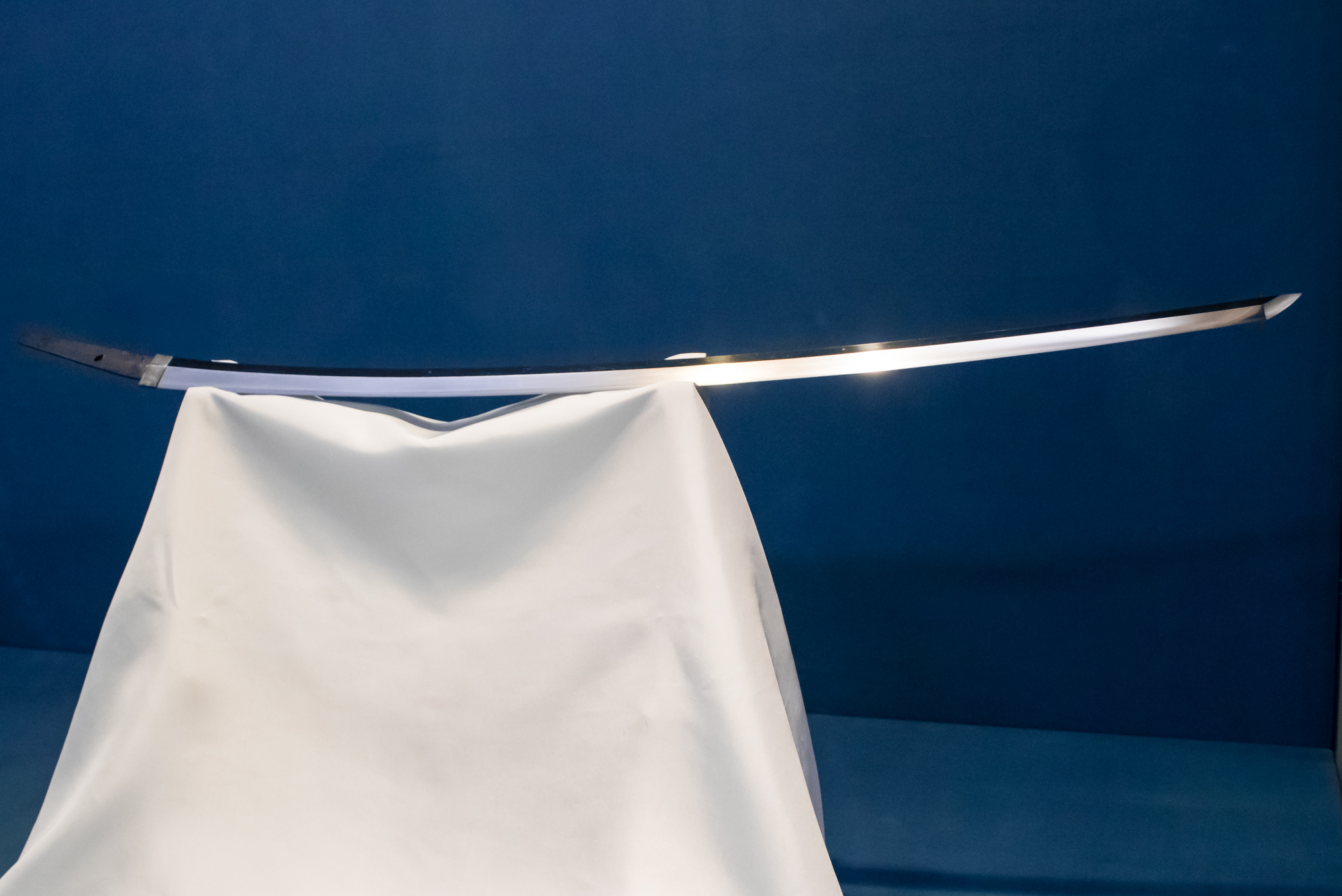
（刀身の例）太刀 号「獅子王」、平安時代、重要文化財、東京国立博物館蔵
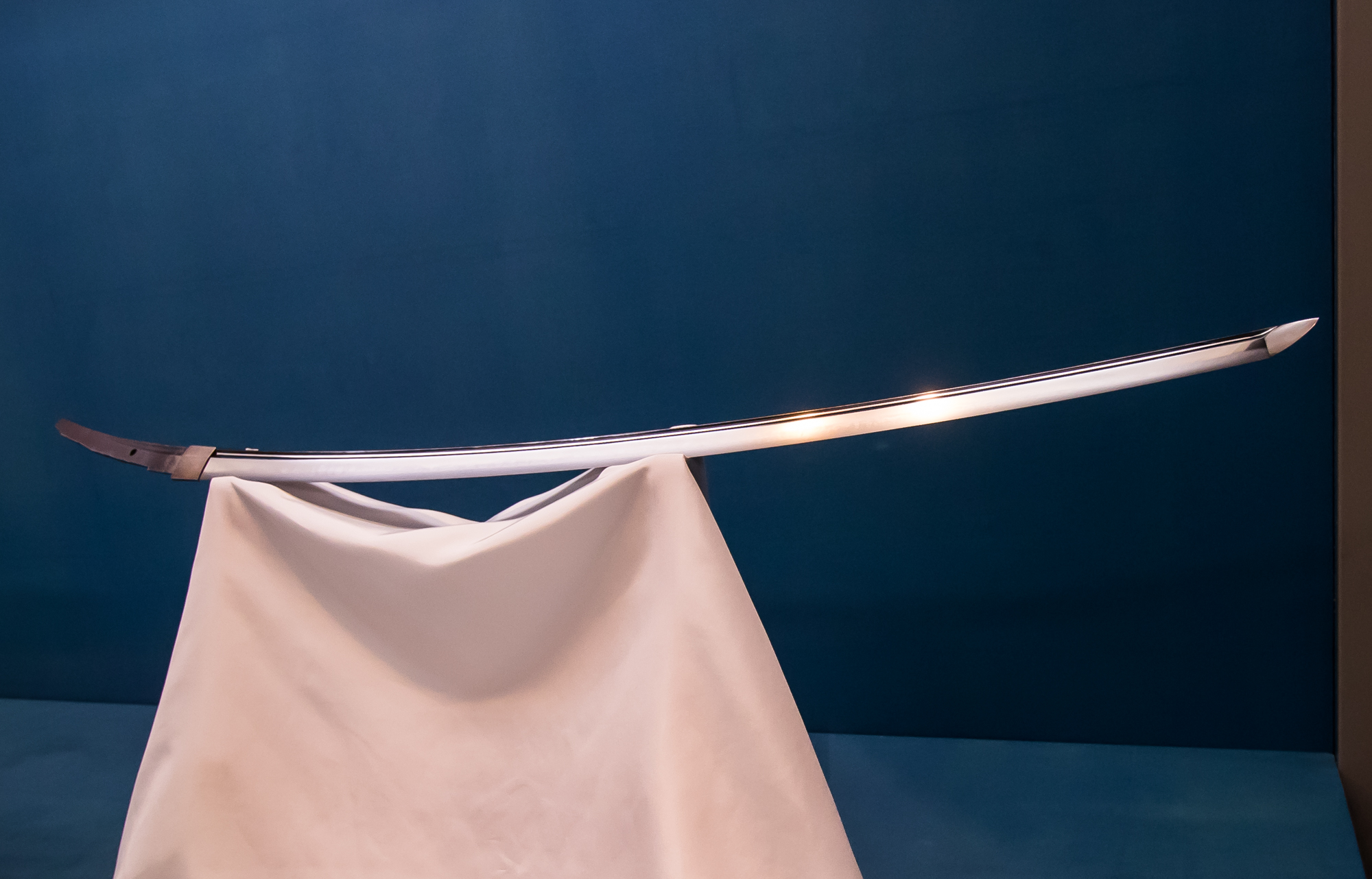
（刀身の例）三鱗紋兵庫鎖太刀 号「北条太刀」、鎌倉時代 重要文化財
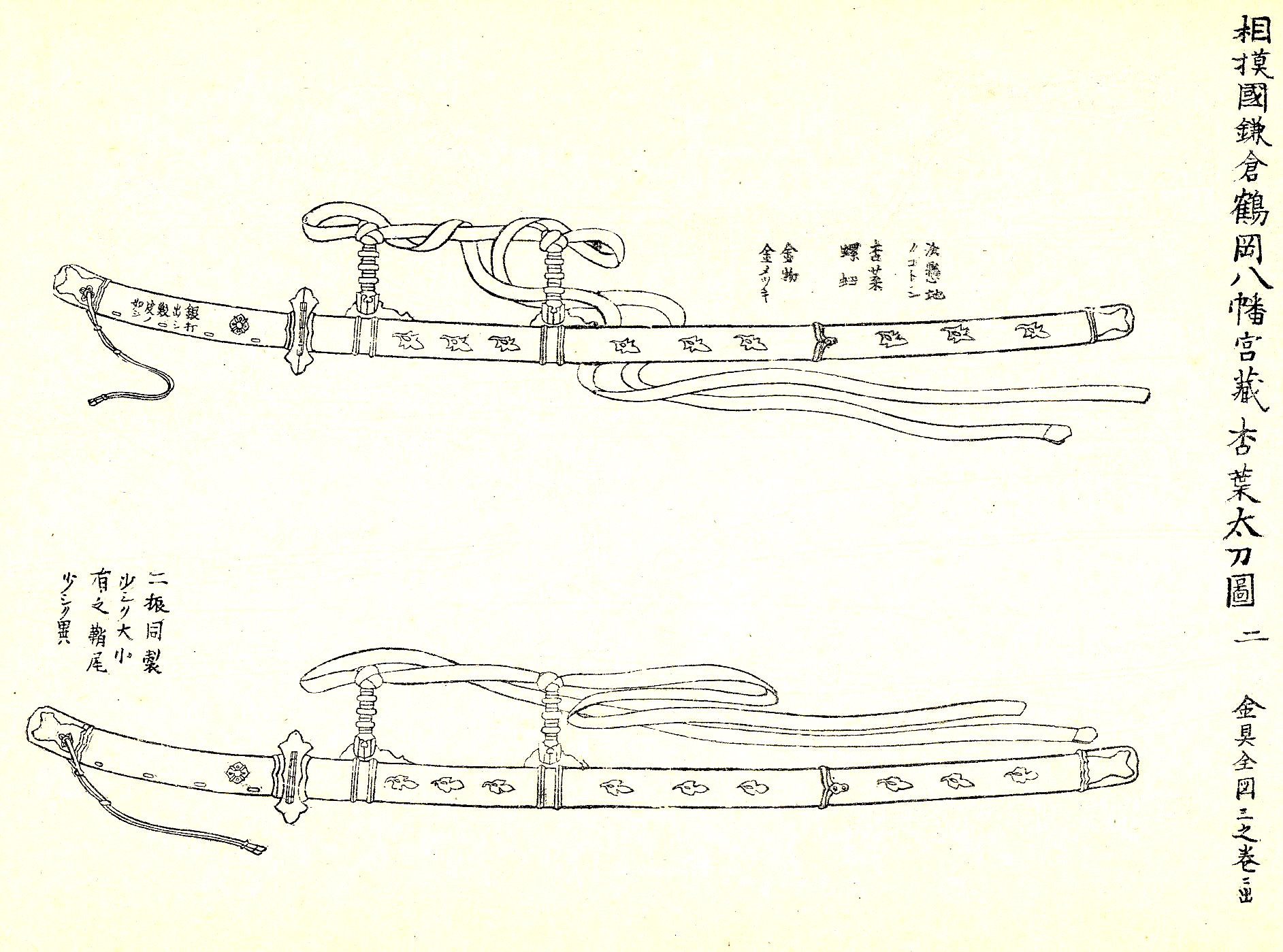
衛府太刀の図 （「集古十種」より）
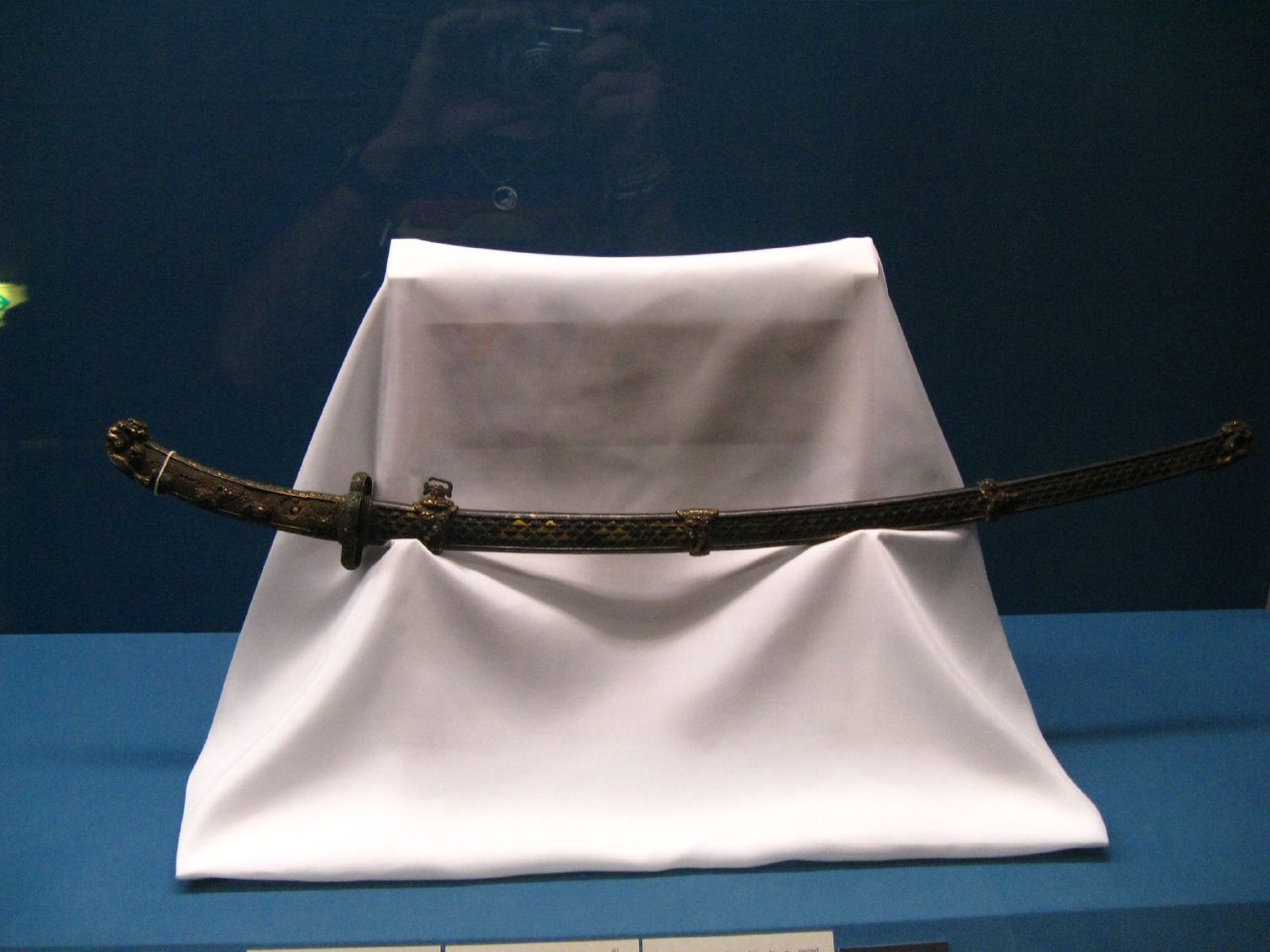
厳物造太刀 (獅子造鱗文兵庫鎖太刀：鎖欠) 東京国立博物館蔵
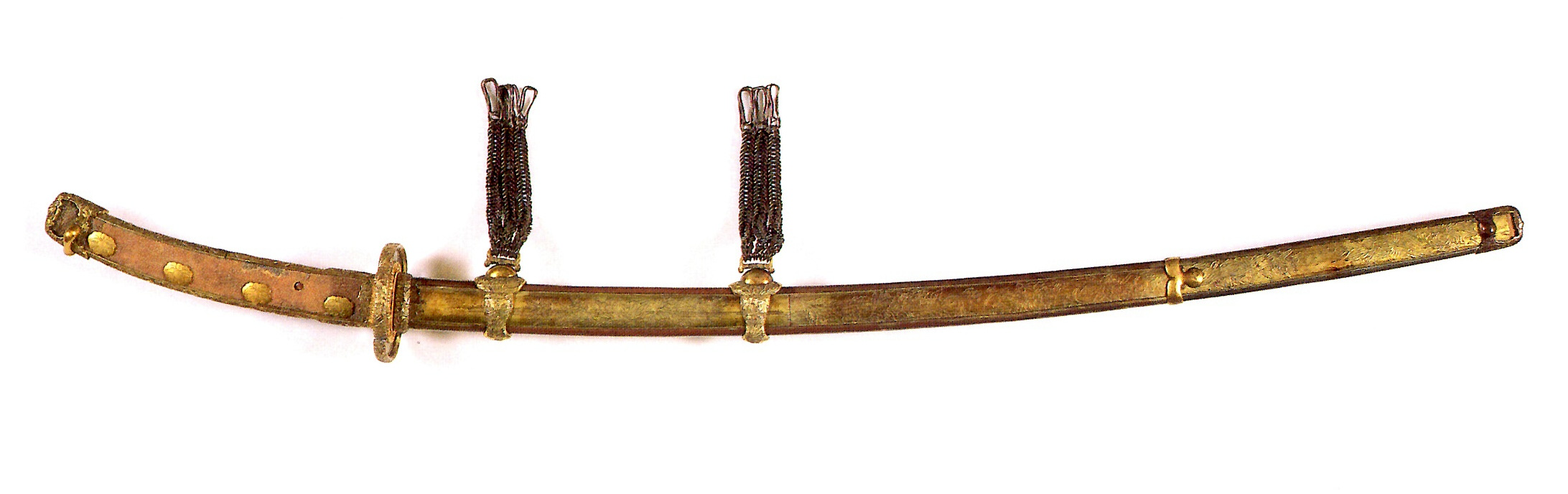
兵庫鎖太刀 (鍍金牡丹文兵庫鎖太刀) 鎌倉時代中期のもの
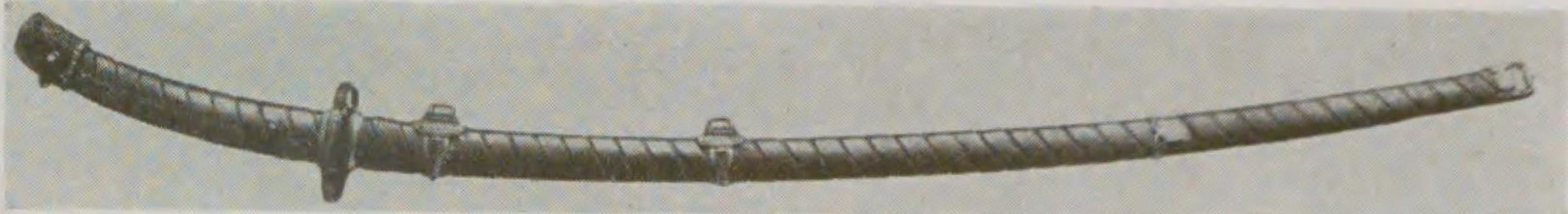
蛭巻太刀 (銀銅蛭巻太刀拵) 丹生都比売神社所有/東京国立博物館寄託
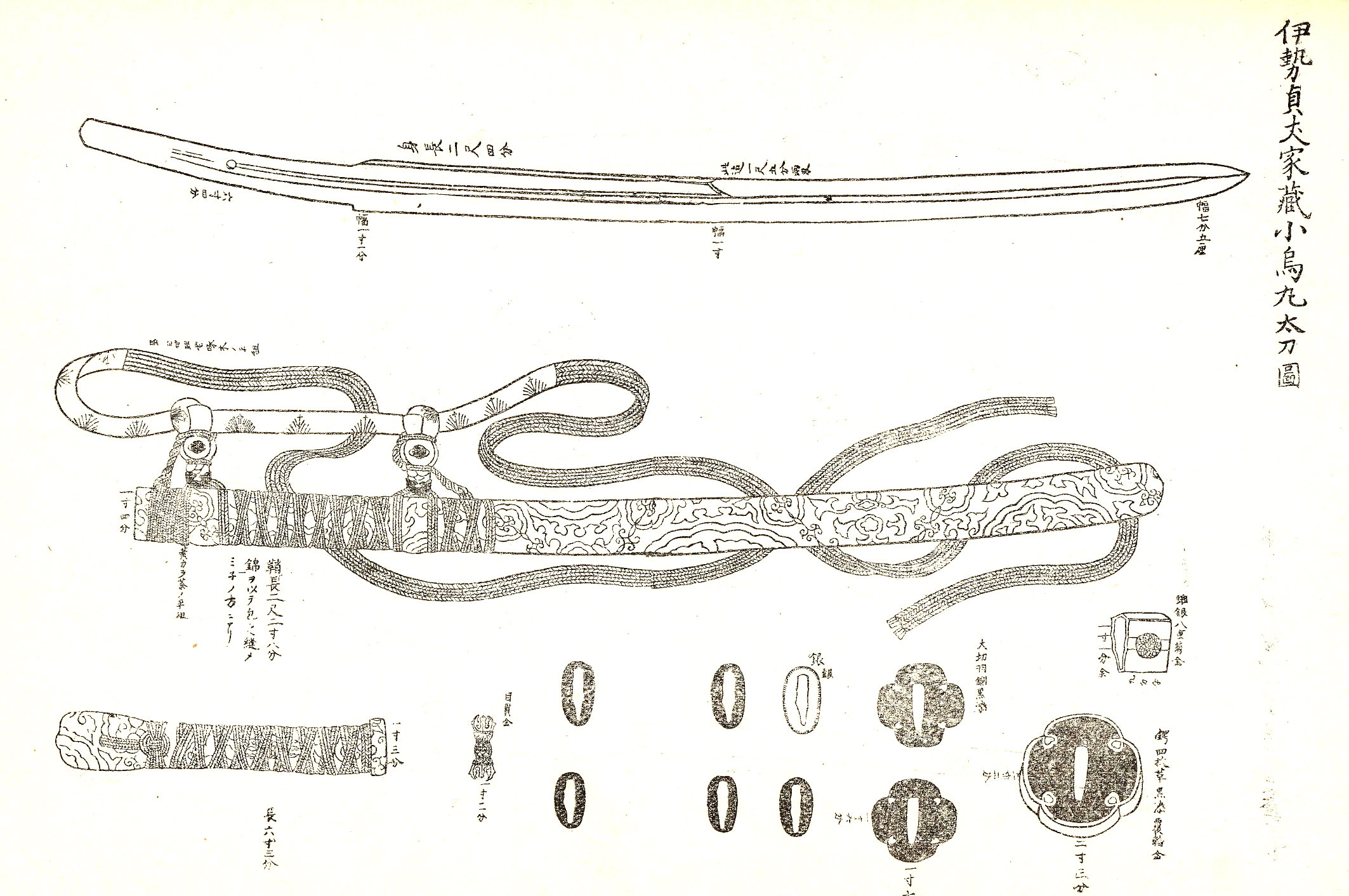
錦包糸巻太刀（小烏丸の拵）の図 （「集古十種」より）
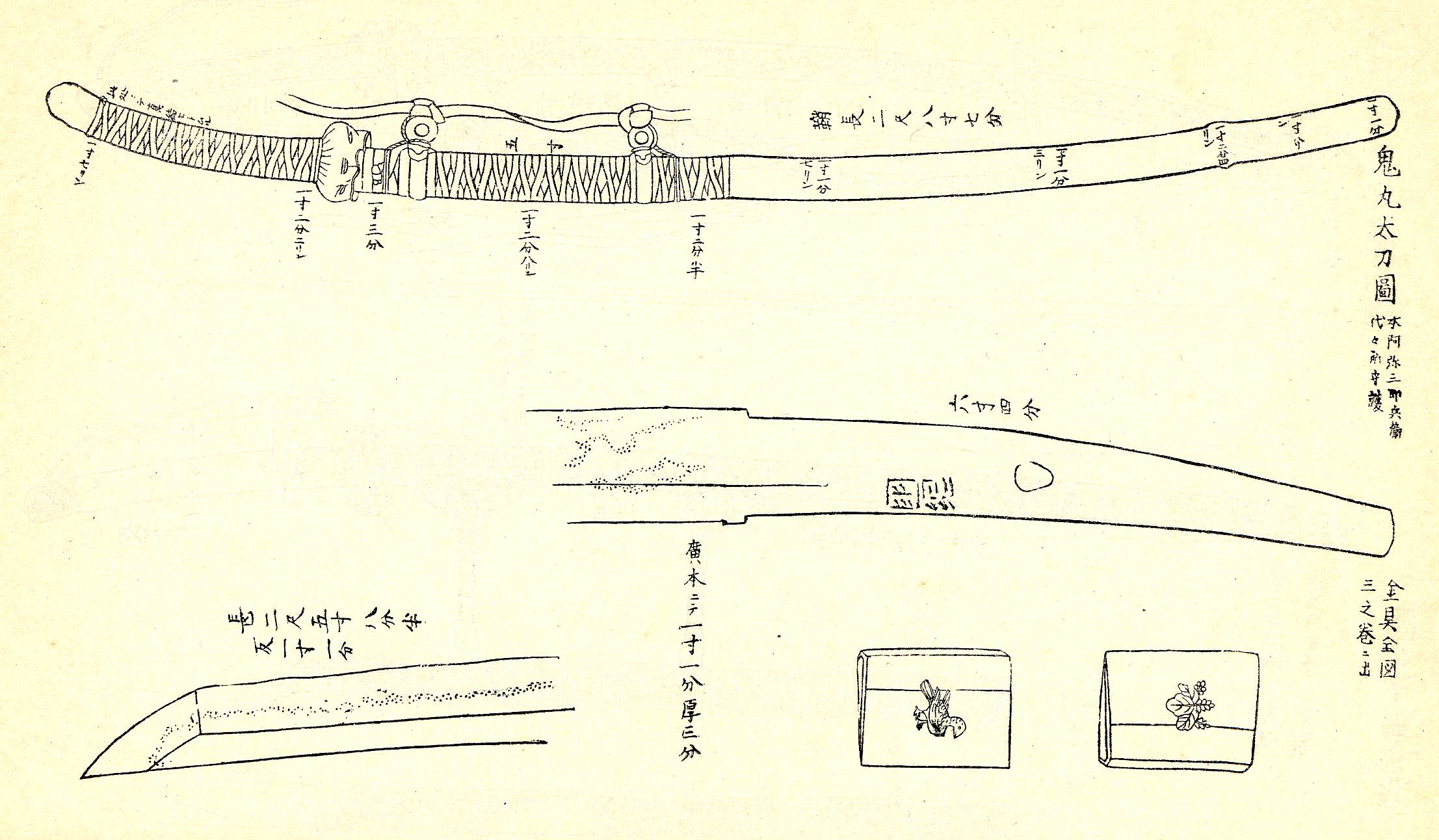
革包太刀（鬼丸拵）の図 （「集古十種」より）
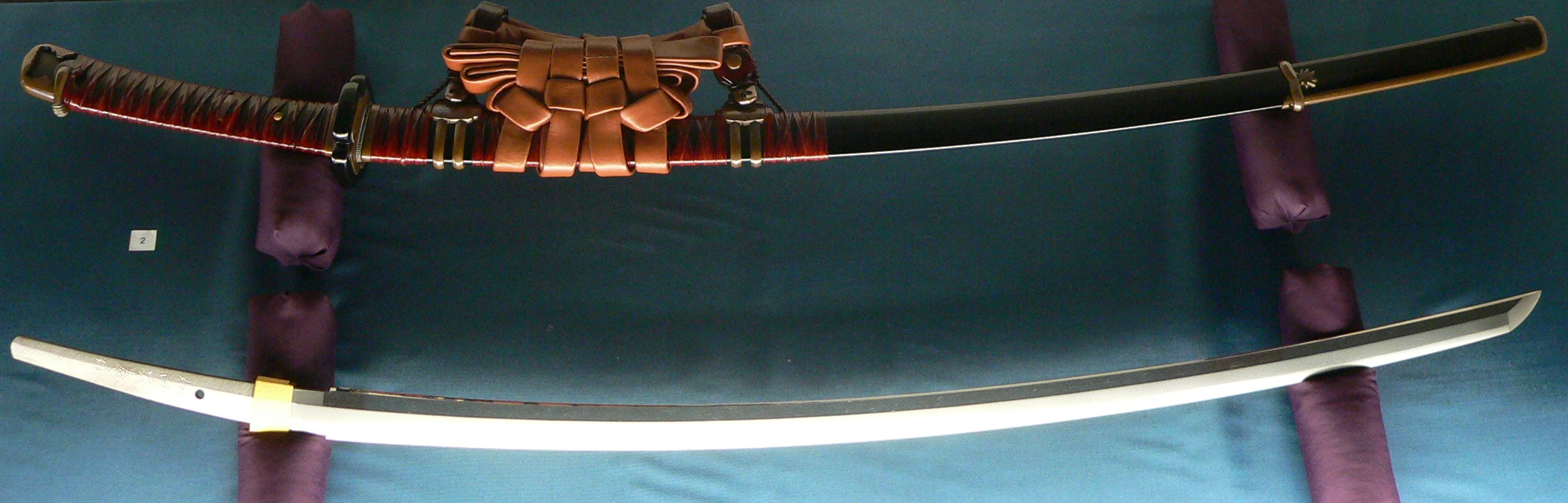
革巻太刀
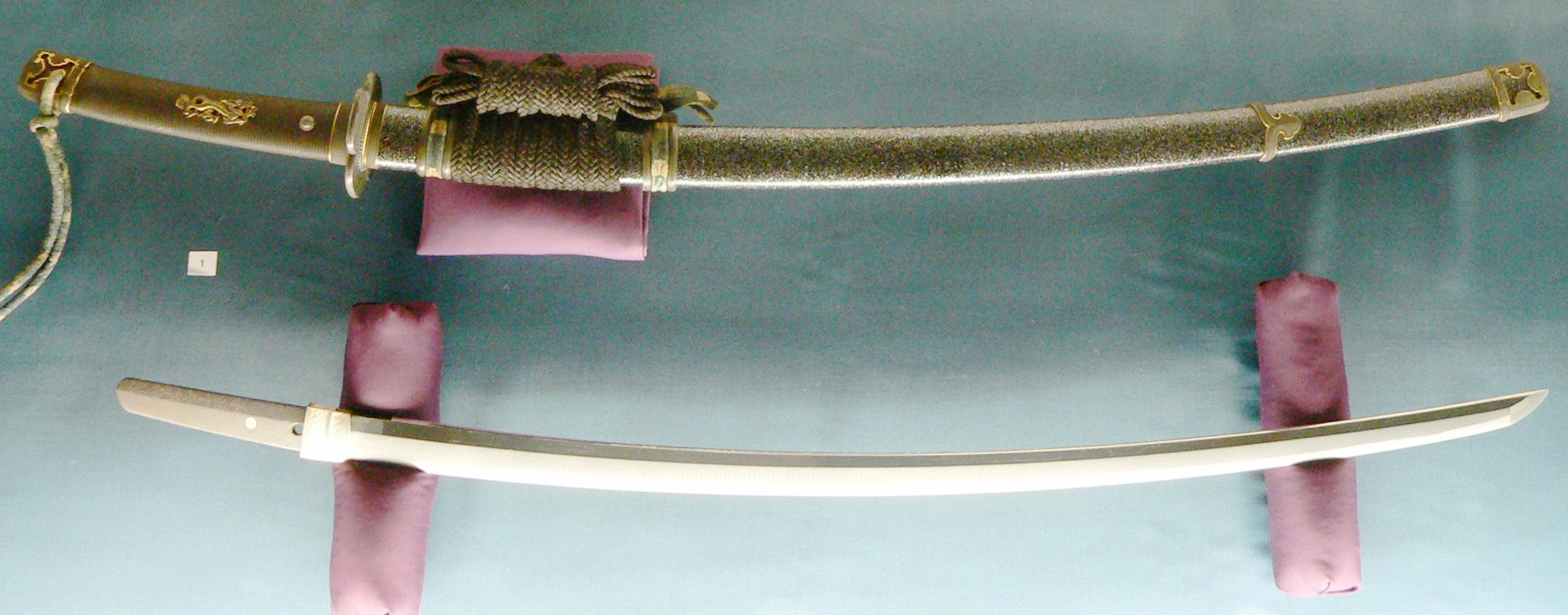
太刀　備前長船祐定 付 青貝螺鈿太刀拵
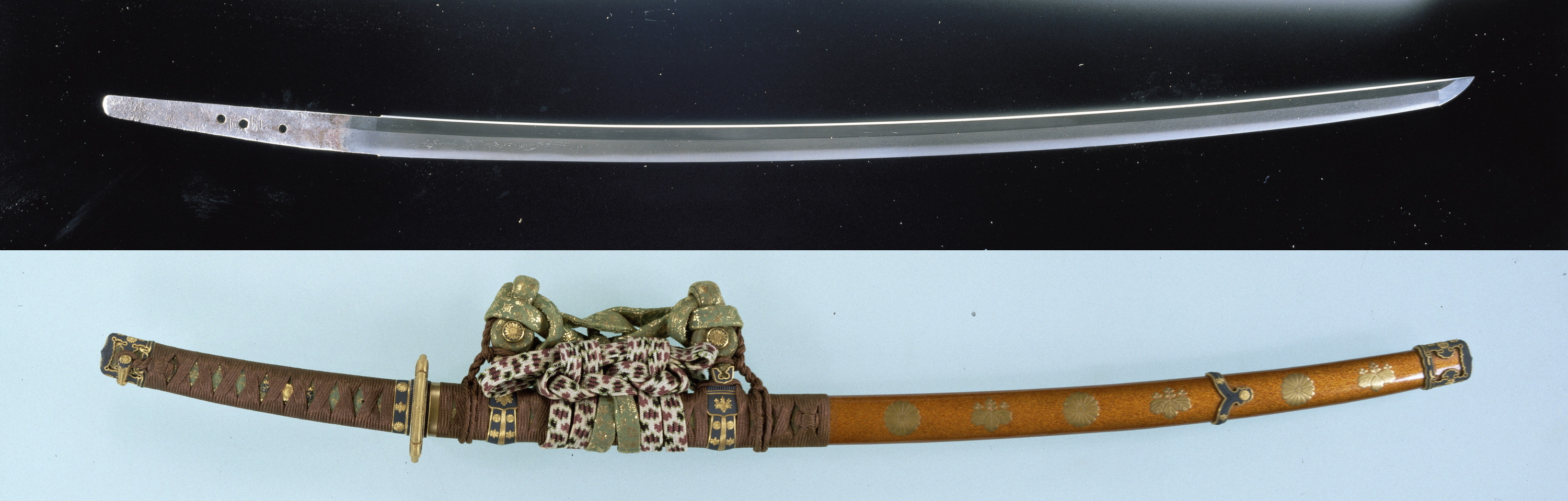
太刀 銘 正恒 附 菊桐紋散糸巻太刀拵 東京国立博物館蔵
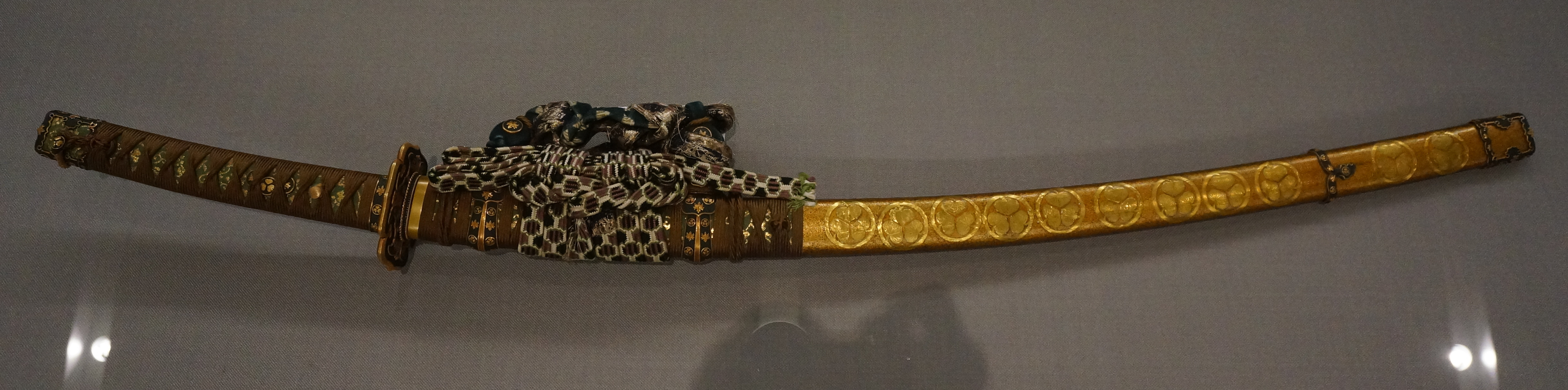
金梨子地葵紋金金具鞘糸巻太刀拵（一文字派の信包の太刀の附）
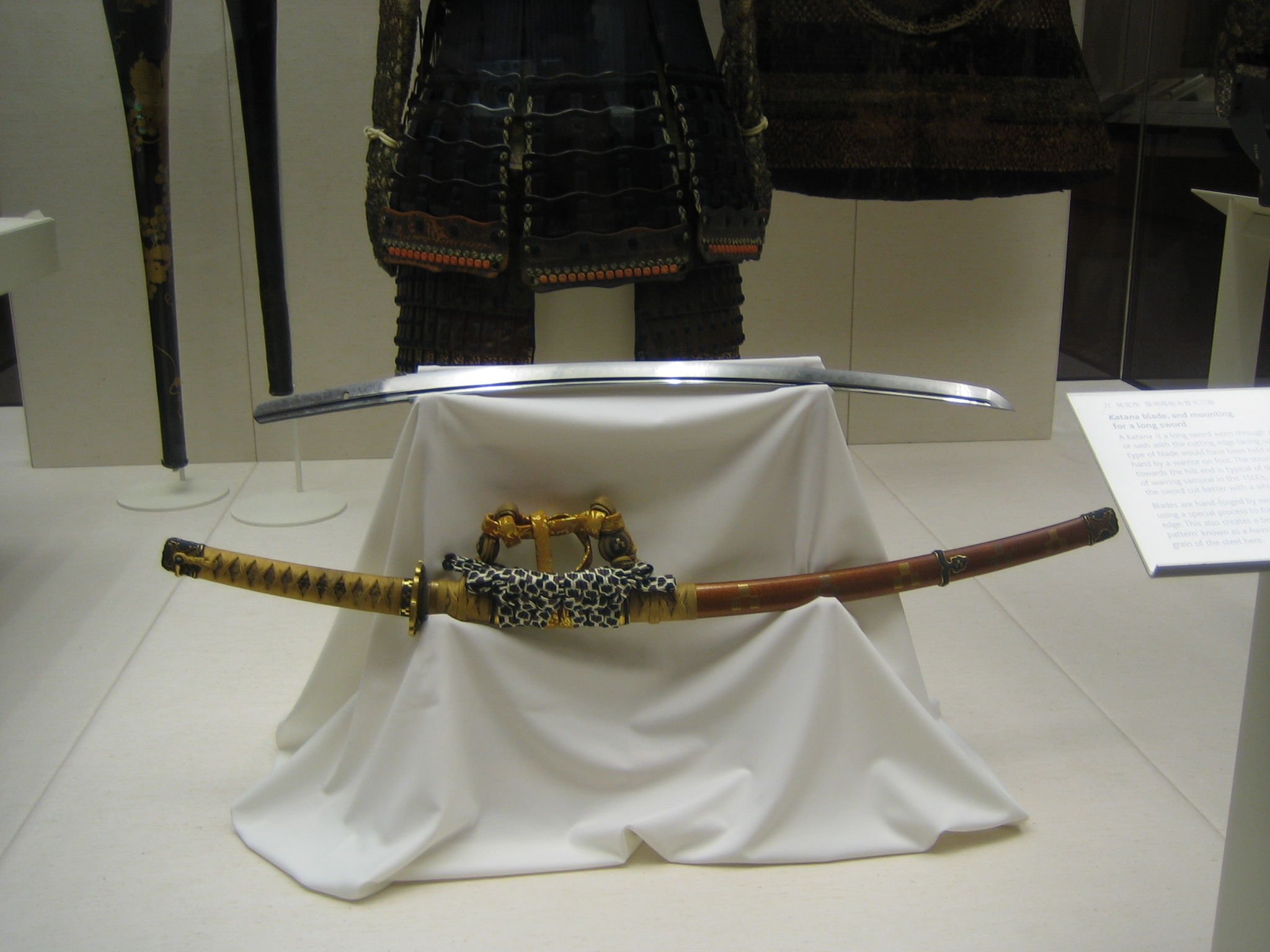
陣太刀

## 毛抜形太刀

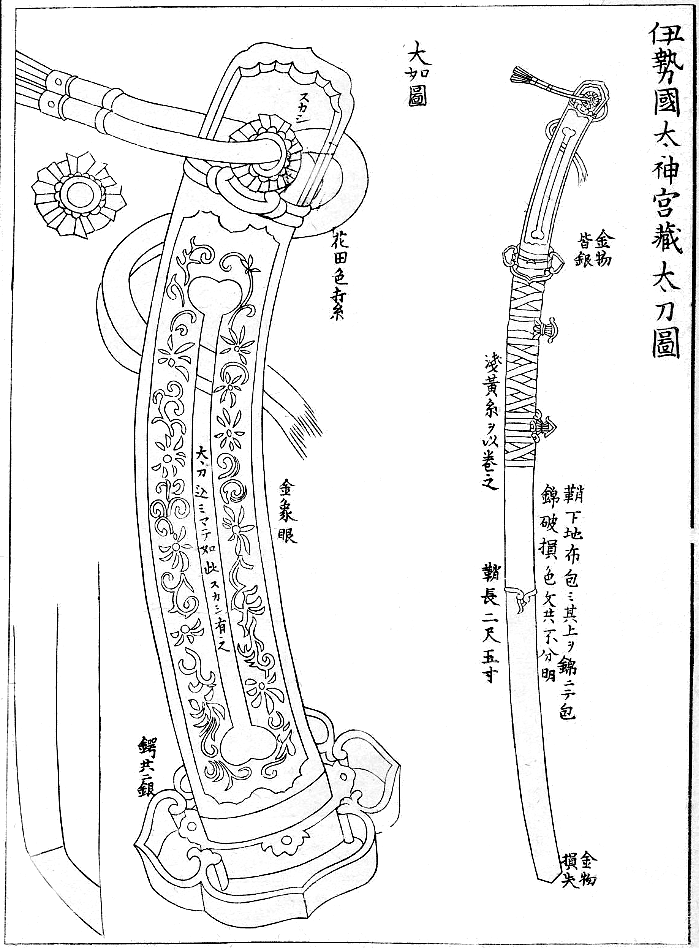
毛抜形太刀の図
(『集古十種』より)

太刀の前身とされる実戦用の刀剣。「けぬきがたたち」と読む。平安時代中期から末期にかけて衛府の武官に用いられたことから、「衛府太刀（えふたち、えふだち）」や「野剣（のだち）」とも呼ばれる。
日本の刀剣の中では特異な形式の刀で、木製の柄に茎をはめ込み目釘で固定する形式ではなく、「共金（ともがね）」と呼ばれる刀身と柄が一体の構造となっている。刀身は鍔元のみが湾曲する極端な腰反りで、側面に鎬や樋のない平造りのものである。柄には古代の毛抜の様な肉抜きが透かし彫りで施されている。このような構造から奈良時代の征夷の際に蝦夷から伝わった蕨手刀との関連性が指摘されており、日本刀が蕨手刀の影響を受けて変化していった実例の一つではないかとされている。
実戦で使われる他に儀仗用としても用いられ、後には一般的な茎形式と同じ構造の太刀に、柄に柄巻を施さず出鮫柄として毛抜型の大目貫をつけたものを「毛抜形（目貫）太刀（けぬきがた（めぬき）たち）」と呼ぶようになり、江戸時代には公家はこの形式の拵えの太刀を平常用として佩いた。

## 尻鞘

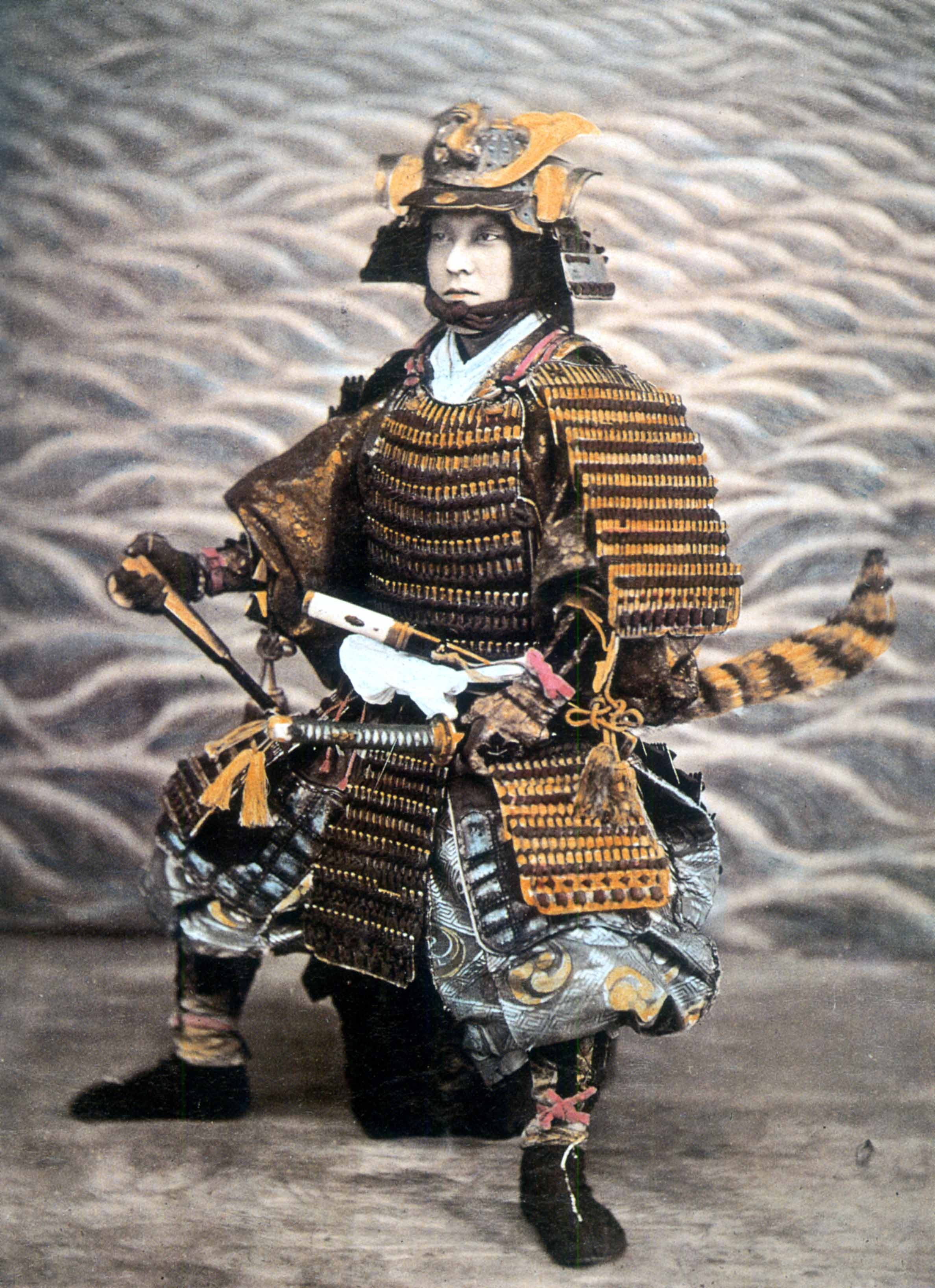
尻鞘を被せた太刀を佩く武士

「尻毛鞘（しりけさや）」、「箒鞘（ほうきさや）」とも呼ばれる。太刀を雨水や物損から守るための刀装具の一つで、騎乗した際に太刀の鞘尻が馬を不意に叩いてしまうことを防ぐためのものでもあり、装飾目的でも盛んに用いられた。
刀剣の鞘に覆いを掛けて雨水や傷から守ることは刀剣の登場当初から行われていたが、「尻鞘」と呼ばれる様式のものは平安時代後期に登場し、最も多く用いられたのは南北朝時代である。その後も太刀と併せて長らく用いられ、江戸時代に至っても「陣太刀」の付属刀装品として用いられている。
素材には様々な動物の毛皮が使われ、毛皮を袋筒状に縫い合わせたものを太刀の鞘に被せて革紐や組紐で結びつけて用いた。単純に袋状に作るのではなく、被せた際に鞘尻に向かって大きく広がるような形状に整えられ、佩用した太刀を大きく武張って見せるように作られている。江戸時代に作られたものは、鞘先を跳ね上げた形に整えられているのが特徴である。
当初は官位と役職により使用できる毛皮の種類が厳密に定められていたが、源平合戦を過ぎて鎌倉時代になると武士が世の主導権を握り出したこともあって身分による規定はほとんど守られておらず、個人の好みと財力によって各人が自由に選んだ材質を用いた。一般的には鹿毛皮と猪毛皮、および熊毛皮が用いられたが、特に日本国内では入手の難しい虎、豹、ヤクといった舶来の毛皮で作ったものが高級品とされ、これらを用いて作られたものは武士の憧れとされた。
毛皮以外の材質で作られたものは「鞘袋（さやぶくろ）」と呼ばれる。なお、太刀の鞘に毛皮で作られた袋を被せたものではなく、鞘そのものに毛皮を貼り付けて尻鞘のように象った様式の太刀拵も存在し、「尻鞘太刀拵（しりさやたちこしらえ）」と呼ばれる。

### 鞘袋
「鞘掛け（さやがけ）」とも呼ばれ、尻鞘と同じく刀を雨水や物損から保護するために用いられるもので、「刀剣」というものが登場して以来用いられている基本的な刀装用具の一つである。袋筒状に縫い合わせたものを鞘に被せて革紐や組紐で結ぶ、もしくは鞘に被せた上から紐で巻いて用いるもので、材質も各種の皮革から麻布等の繊維製品まで各種多様なものが使われている。
尻鞘と共に本来の目的の他に刀剣の装飾品としても用いられ、錦や絹織物又は鹿革を鮮やかな色に染めて作った華美なものを鞘に被せて用いた。
なお、現代において刀剣類を保管･運搬する際に用いられる「白鞘袋（しらさやぶくろ）」「拵袋（こしらえぶくろ）」とは別物であるが、これらを指して“鞘袋”と呼ぶ例も多い。

### 太刀袋
神社の太刀は太刀袋に納める事が多い。その太刀袋には片口袋（かたくちぶくろ）と両口袋（もろぐちぶくろ）の二種がある。

## 現存する主な太刀
- 明石国行
- 石切丸
- 一期一振
- 一国兼光
- 鶯丸
- 大包平
- 大典太
- 岡田切吉房
- 鬼切丸 (北野天満宮)
- 鬼丸
- 唐柏
- 狐ヶ崎 (刀)
- 江雪左文字
- 小烏丸
- 小狐丸（複数）
- 古今伝授の太刀
- 児手柏包永
- 小竜景光
- 獅子王 (刀)
- 地蔵行平
- 数珠丸
- 袖ノ雪
- 大般若長光
- 千代金丸
- 津田遠江長光
- 鶴丸
- 天光丸
- 童子切
- 日光一文字
- 膝丸（複数）
- 姫鶴一文字
- 福島兼光
- 二つ銘則宗
- 三日月宗近
- 蜈蚣切
- 山鳥毛